# Polskie elementarze

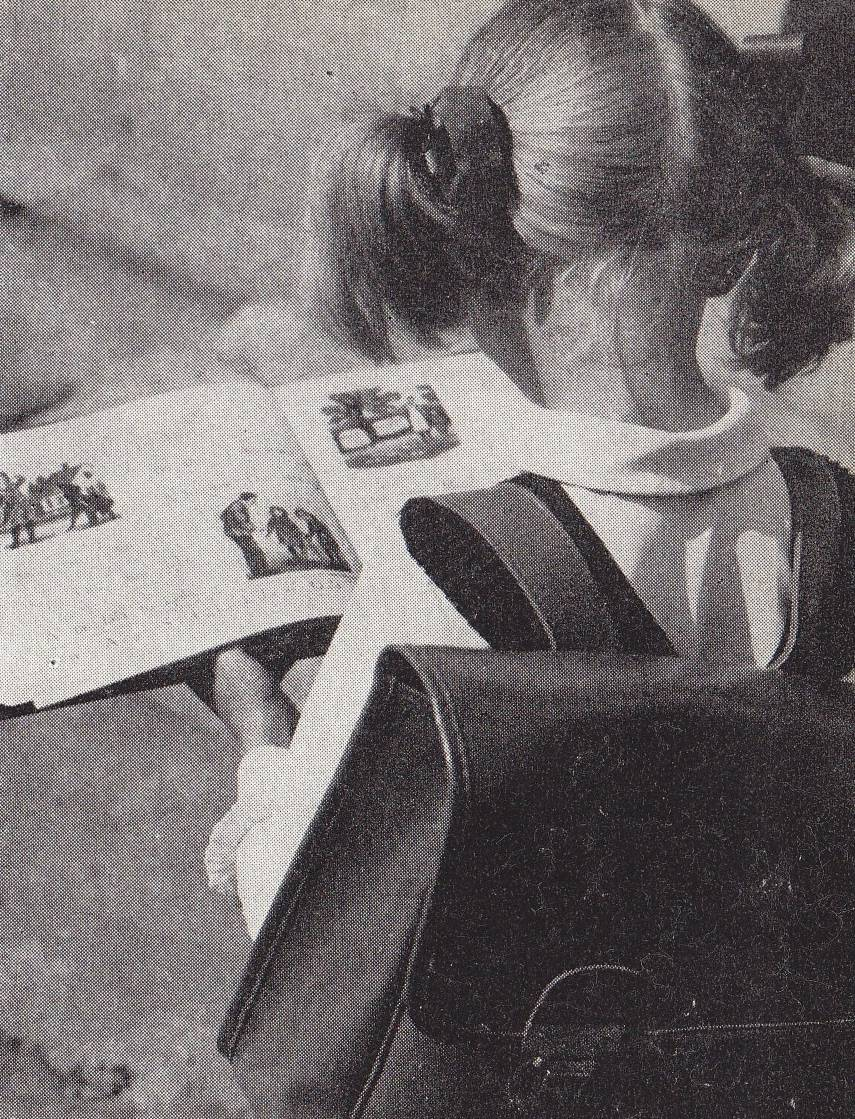
Dziewczynka z Elementarzem

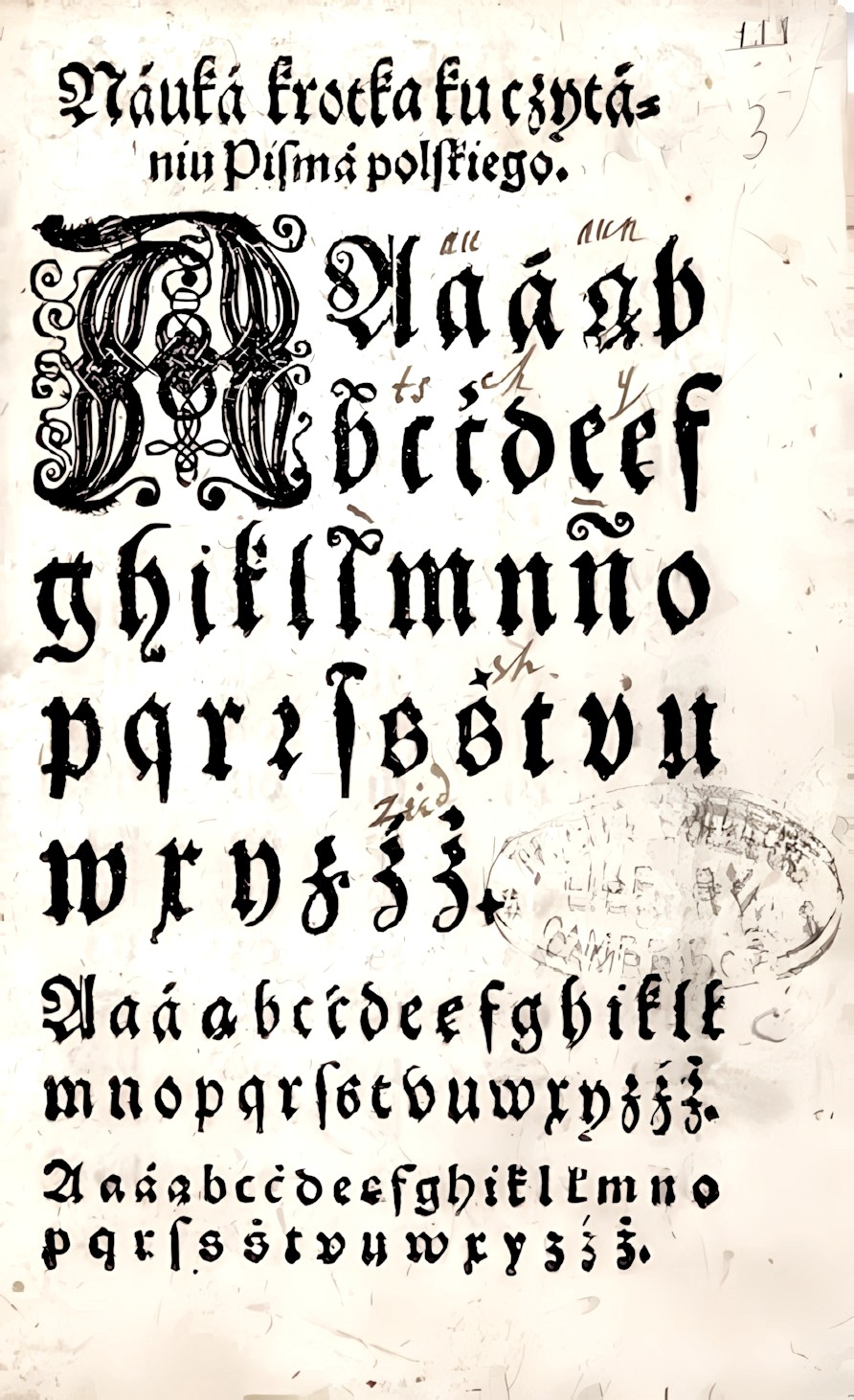
Najstarsze zachowane drukowane abecadło polskie z XVI wieku – zbiory Cambridge Trinity College

Polskie elementarze – elementarze do początkowej nauki języka polskiego wydane w języku polskim. Artykuł obejmuje także wydawnictwa łączące w jednym wydaniu naukę elementarną kilku języków, w których wiodący lub pomocniczy język stanowi język polski.

## Geneza

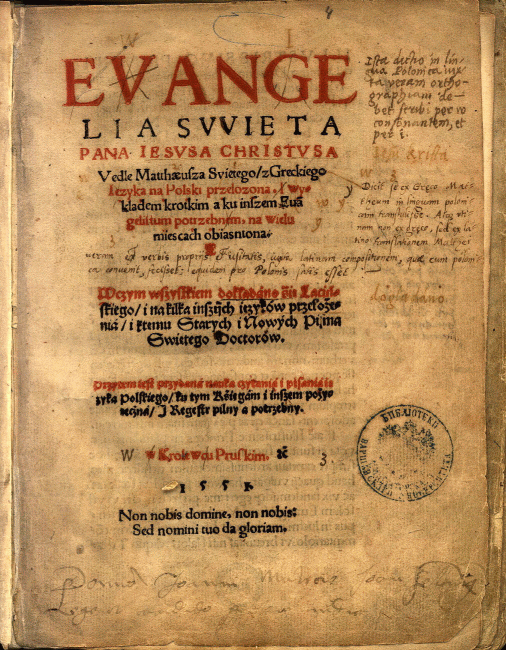
Ewangelia Mateusza w polskim tłumaczeniu Stanisława Murzynowskiego z dołączoną nauką czytania i pisania, Królewiec (1551).

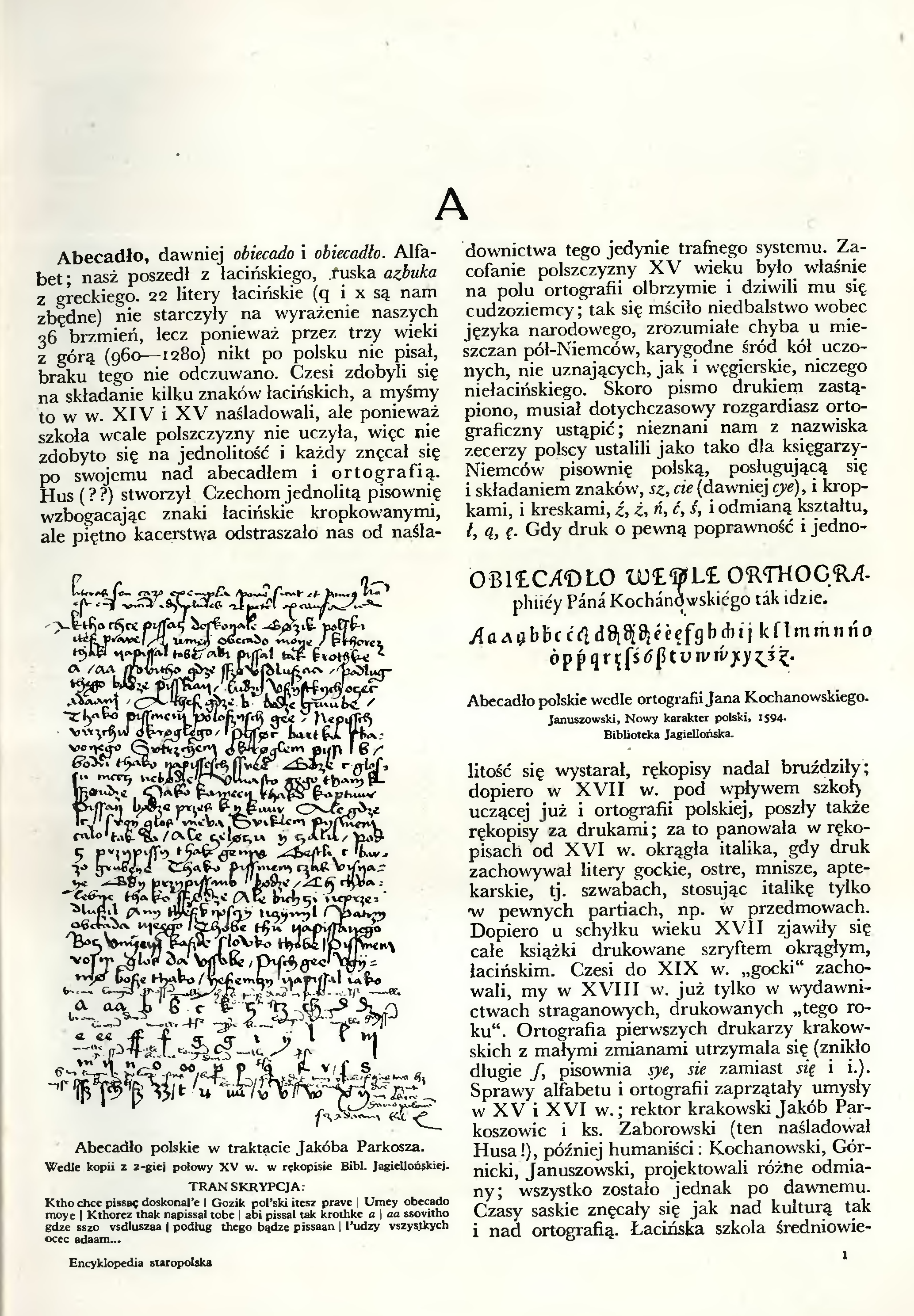
Hasło Abecadło z Encyklopedii staropolskiej Brücknera.

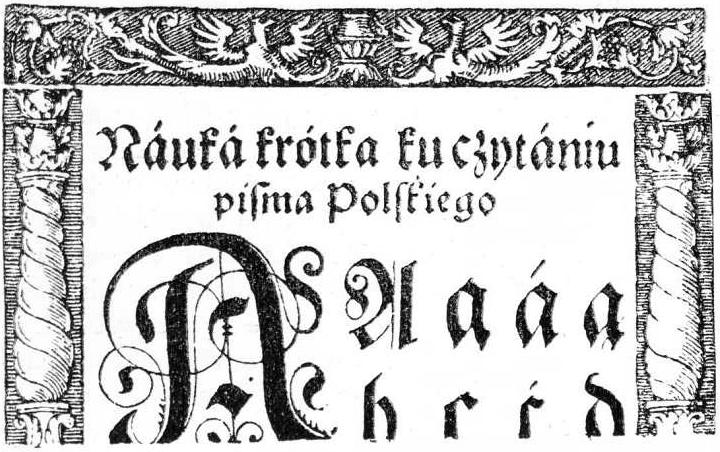
Nauka krótka ku czytaniu pisma polskiego Hieronima Wietora z 1539 roku – (reprint wydany w Królewcu około roku 1570)

Genezę elementarnej nauki pisma oraz czytania w języku polskim odnaleźć można w rękopiśmiennych komentarzach oraz traktatach ortograficznych spisanych już w XV wieku. Pierwsze polskie abecadła pojawiły się w rękopisach m.in. w traktacie o języku polskim Jakuba Parkoszowica napisanym ok. 1440 roku . Była to epoka przed wynalezieniem druku, która uniemożliwiała masowe powielanie tej wiedzy w formie elementarzy dostępnych dla szerszego grona uczniów. Oprócz Parkoszowica traktaty o języku polskim zawierające alfabet polski napisali również w 1513 roku Stanisław Zaborowski oraz Jan Kochanowski, Łukasz Górnicki i Jan Januszowski w dziele Nowy karakter polski wydanym w 1594 roku .

„Kto chce pisać doskonale
Język polski i też prawie,
Umiej obiecad(ł)o moje,
Którem tak napisał tobie [...]”.
Jakub Parkoszowic (1440) 
Historycy oraz językoznawcy odnotowują fakt nauczania języka polskiego jako języka pomocniczego do opanowania łaciny w szkołach parafialnych na terenie całej Polski już w XIV i XV wieku. Te pierwsze teksty ułatwiające naukę powstawały w rękopisach, a być może nawet w druku jednak jako teksty pomocnicze o małej wadze merytorycznej w większości nie zachowały się do czasów dzisiejszych.

## Historia

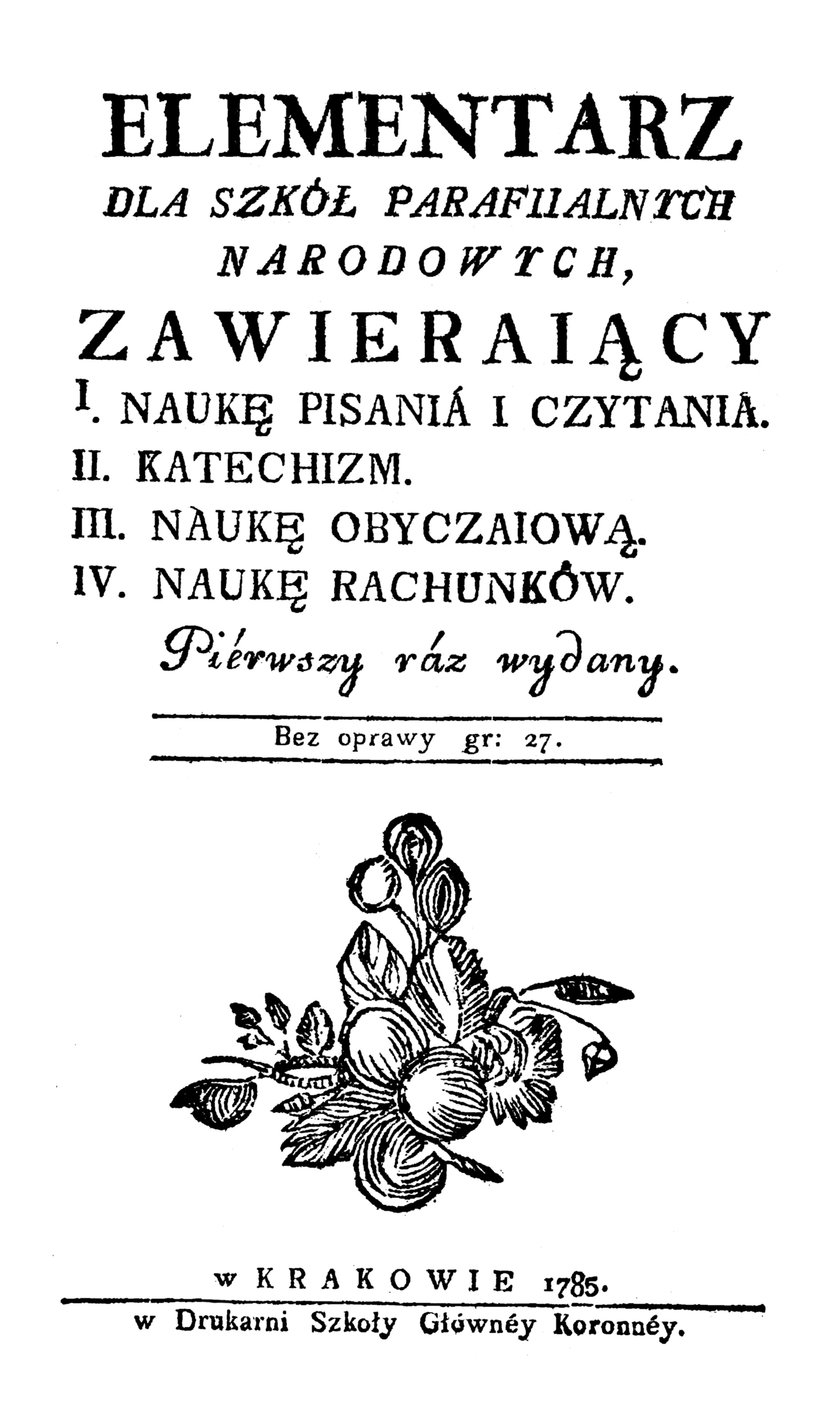
Elementarz dla szkół parafialnych wydany z ramienia Towarzystwa do Ksiąg Elementarnych w 1785 przez Szkołę Główną Koronną.

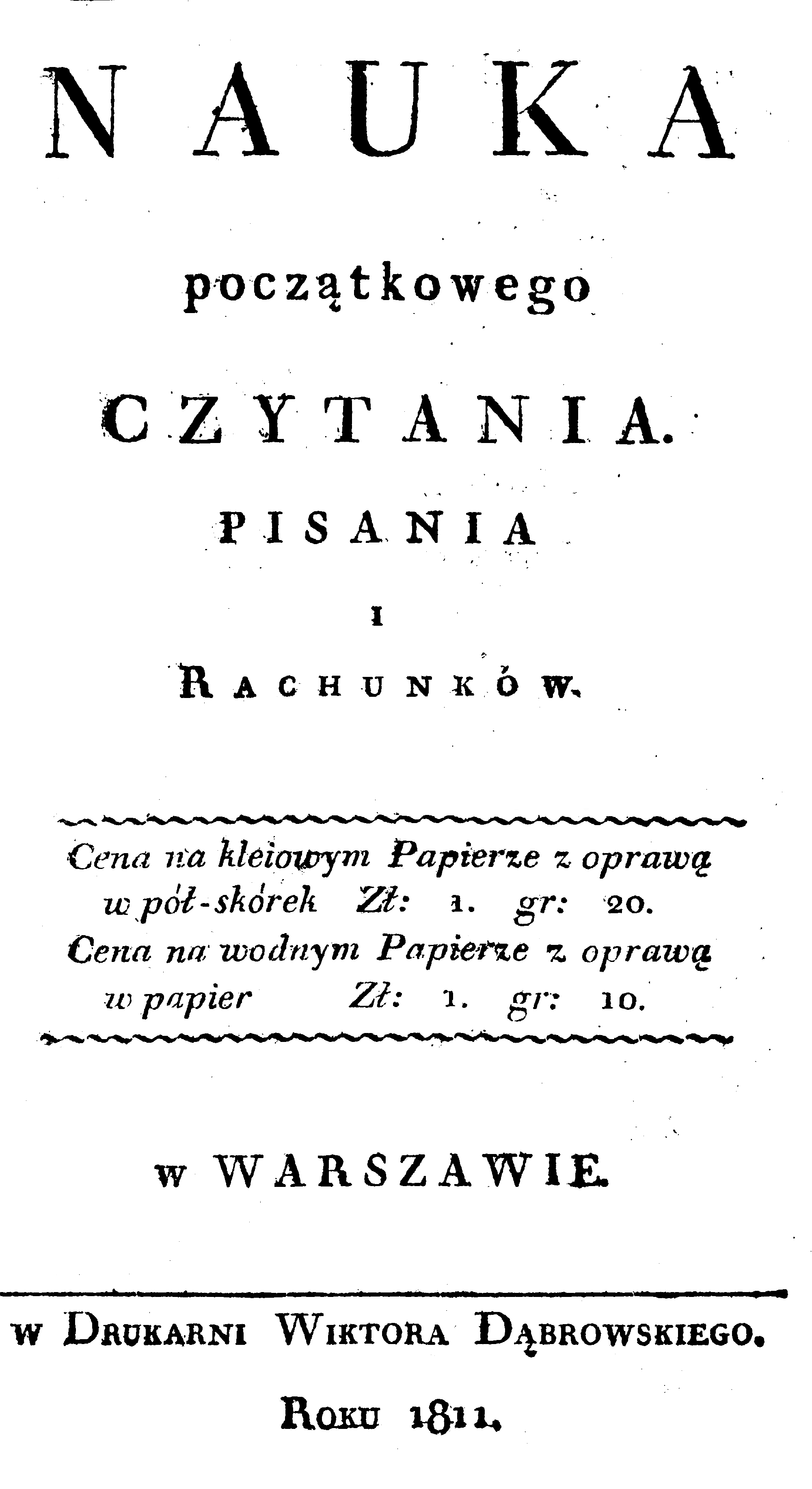
Nauka początkowego czytania, pisania i rachunków elementarz Konstantego Wolskiego z 1811.

Pierwsze zachowane, drukowane elementarze do nauki języka polskiego dla dzieci pochodzą z okresu renesansu, z pierwszej połowy XVI wieku i zazwyczaj były związane z nauczaniem treści biblijnych . Pojawienie się elementarzy zawdzięczamy wynalazkowi druku upowszechnionego w Europie przez Jana Gutenberga oraz pojawieniu się w kościele katolickim ruchów reformatorskich, które dały początek nowym protestanckim ruchom religijnym stawiającym sobie za cel upowszechnienie treści Biblii w językach narodowych, tak aby stały się one powszechnie zrozumiałe i znane .
Pierwsze elementarze najczęściej zawierały abecadło oraz proste teksty do nauki czytania oparte na tekstach religijnych. Stanowiły one dodatki do katechizmu lub Nowego Testamentu. Oparte były na metodzie analitycznej, czyli podczas nauki czytania składano sylaby z poprzednio poznanych liter alfabetu, a dopiero z nich całe wyrazy i zdania . Publikowano je na potrzeby nauczania w szkołach klasztornych prowadzonych przez mnichów przez oficyny drukarskie istniejące w większych miastach Królestwa Polskiego oraz Rzeczypospolitej Obojga Narodów takich jak Kraków, Warszawa, Poznań, Lwów, Wilno. Są to utwory anonimowe, a ich autorzy często pozostają nieznani. Najczęściej znane są miejsca publikacji oraz oficyny drukarskie, o ile umieściły te informacje na stronach tytułowych .
W XVIII wieku pojawiać zaczynają się elementarze autorskie podpisane imieniem i nazwiskiem autora . Skupiają się one także bardziej na nauce czytania niż temetyce religijnej. W latach 1765–1770 funkcjonowało w Rzeczypospolitej Towarzystwo Literatów w Polszcze – pierwsze polskie towarzystwo naukowe wydające podręczniki dla Szkoły Rycerskiej w tym polsko-łaciński elementarz Nowy sposób uczenia łatwego języka łacińskiego ofiarowany rycerskiey szkole Ichmciów panów Kadetów z 1768.
W latach 1775–1792 w Rzeczypospolitej Obojga Narodów działała utworzona przez Komisję Edukacji Narodowej instytucja stawiająca sobie za cel przygotowanie polskojęzycznych książek do nauczania – Towarzystwo do Ksiąg Elementarnych. Instytucja ta opracowała i wydała drukiem wiele podręczników używanych w nauczaniu początkowym w tym napisany w 1785 roku przez sekretarza TdKE, ks. Grzegorza Piramowicza oraz Onufrego Kopczyńskiego Elementarz dla szkół parafialnych narodowych wydrukowany przez Szkołę Główną Koronną  . Miał on 125 stron i oprócz katechizmu zawierał Naukę czytania i pisania napisaną przez Kopczyńskiego, Naukę moralną napisaną przez Piramowicza oraz Naukę rachunków autorstwa Gawrońskiego. Podręcznik ten jako pierwszy w edukacji w Polsce wprowadził uznawaną za najbardziej efektywną w nauczaniu metodę analityczno-syntetyczną, która rozpoczynała naukę dziecka od poznawania wyrazów, które rozbierano potem na litery i głoski .
12 stycznia 1808 roku w okresie Księstwa Warszawskiego i Królestwa Kongresowego nauczanie regulowała ustawa pt. „Urządzenie szkół miejskich i wiejskich elementarnych”, która określała zakres potrzebnych uczniom wiadomości. Zalecanym wówczas przez Izbę Edukacji Publicznej elementarzem był „elementarz Wolskiego” – napisany przez Konstantego Wolskiego pełniącego funkcję dyrektora Redakcji Ksiąg Elementarnych. Elementarz ten opracowany według nowej fonetycznej (głoskowej) metody nauki czytania wydany został po raz pierwszy w 1811 roku w Warszawie, gdzie wznawiano go drukiem 8-krotnie w latach 1811–1835. Właściwą naukę poprzedzały pogadanki, których celem było ośmielenie dziecka do nauki oraz rozbudzenie jego ciekawości. Za punkt wyjścia w nauczaniu elementarz brał całe zdania np. „Matka i ojciec żywią nas”. Dzieci uczyły się na początku rozpoznawać wyrazy, potem zgłoski, a wreszcie samogłoski oraz spółgłoski. Metoda jest uznawana za najbardziej efektywną w nauczaniu początkowym. W początku XIX wieku była to bardzo nowoczesna metoda, którą po raz drugi zastosowano dopiero 100. lat później; w początku XX wieku, w najbardziej znanym polskim Elementarzu autorstwa Mariana Falskiego .
Reformy zapoczątkowane przez Komisję Edukacji Narodowej w I Rzeczypospolitej, które kontynuowane były przez Izbę Edukacyjną w Księstwie Warszawskim zostały przerwane przez rozbiory Polski oraz zabory. W nauczaniu elementarnym czytania i pisania skutkuje to zarzuceniem nowoczesnych metod oraz powrotem do metody głoskowej. Późniejsze oficjalne elementarze polskie wydawane przez Komisję wyznań i oświecenia z czasów Królestwa Kongresowego np. Nauka początkowego czytania dla szkół elementarnych (Warszawa, 1819) oraz Nowy elementarz polski, czyli nauka czytania ulatwiona przez B.B. (Warszawa 1827) powracają do wcześniej stosowanej metody syntetycznej .
W XIX i XX wieku, przed odzyskaniem niepodległości w 1918 roku, podręczniki do nauczania początkowego publikowały na terenach zamieszkanych przez Polaków różne polskie organizacje oświatowe takie jak Macierz Polska, Towarzystwo Czytelni Ludowych, Towarzystwo Oświaty Ludowej, Towarzystwo Szkoły Ludowej, Rada Szkolna Krajowa, Polska Macierz Szkolna, Macierz Ziemi Cieszyńskiej i inne. Polskojęzyczne elementarze (głównie polsko-niemieckie i polsko-rosyjskie) publikowały również ministerstwa edukacji państw zaborczych Austria, Prusy oraz Rosja. Wydawały je także na emigracji osoby prywatne oraz organizacje polonijne.

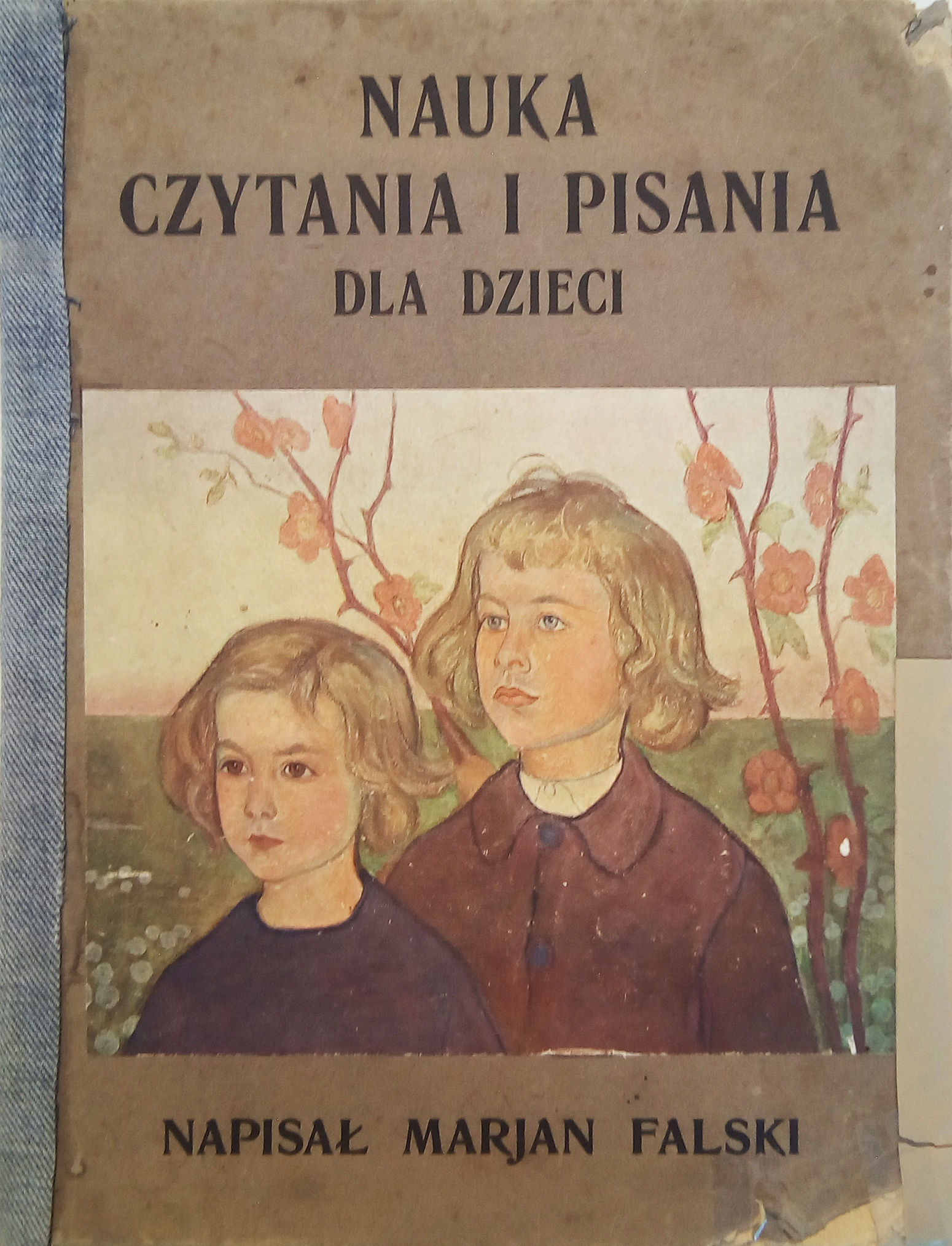
Elementarz Falskiego wydanie z 1910.

Po odzyskaniu przez Polskę niepodległości elementarze publikowało Ministerstwo wyznań religijnych i oświecenia publicznego oraz różne organizacje oświatowe, a także wydawały je redakcje gazet, wydawnictwa oraz osoby prywatne. W 1932 roku nastąpiła reforma podręczników szkolnych, która objęła także elementarze.
Po wybuchu II wojny światowej ukazało się kilka elementarzy dla potrzeb tajnego nauczania pod radziecką oraz niemiecką okupacją. Po jej zakończeniu elementarze publikowano zarówno w PRL-u, jak również na emigracji w środowiskach emigracyjnych – wśród Polonii. Polskie elementarze drukowano również dla Polaków, którzy w wyniku zmian granic znaleźli się na terenie innych państw ZSRR (Republiki białoruska, litewska, ukraińska), Czechosłowacji (Zaolzie) .
W czasach PRL wydawnictwa książkowe zostały upaństwowione, a całkowitą kontrolę nad wydawaniem książek w tym elementarzy sprawowało państwo komunistyczne. Wydawaniem podręczników na potrzeby szkolne zajmowało się Państwowe Zakłady Wydawnictw Szkolnych. Elementarzem najczęściej publikowanym w tym czasie był elementarz Mariana Falskiego z 1910 roku, który w różnych opracowaniach doczekał się kilkudziesięciu edycji i był wydawany niemal corocznie od 1945 roku do zakończenia komunizmu w Polsce. Jego reprinty wydawane były również po 1990 roku .
Po wojnie jedną z większych kolekcji elementarzy polskich zgromadziła Biblioteka Główna Wyższej Szkoły Pedagogicznej w Zielonej Górze (obecnie Biblioteka Główna Uniwersytetu Zielonogórskiego), która zbiera elementarze polskie i obce. Kolekcja liczy ponad 700 elementarzy oraz dodatkową literaturę naukową zawierającą analizę oraz opis tych zbiorów.

## Polskie elementarze

### Od XVI wieku do rozbiorów Polski

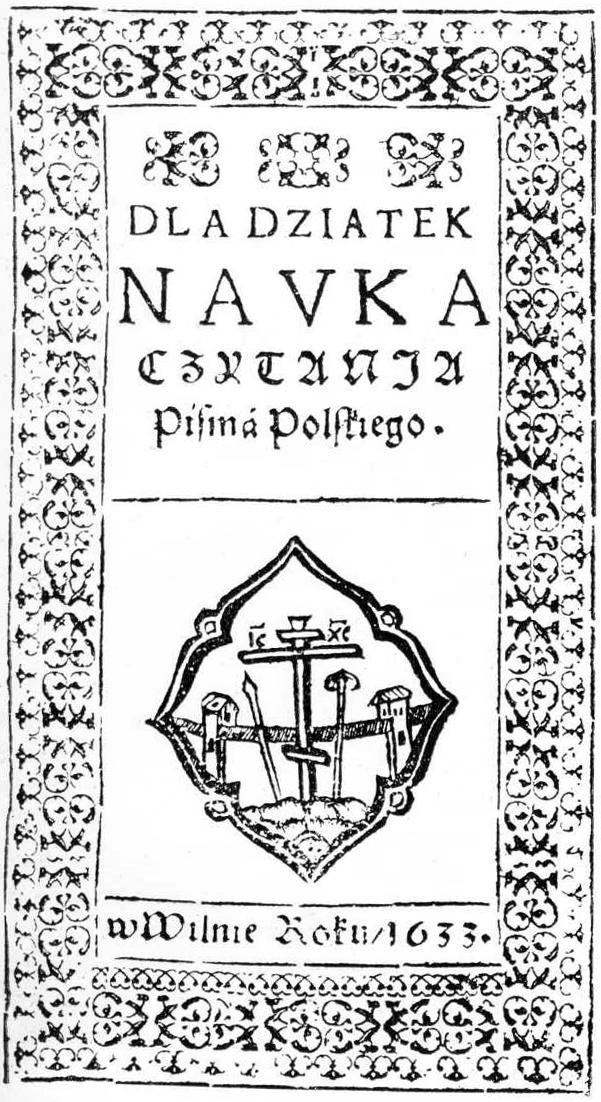
„Dla dziatek nauka czytania pisma polskiego” wydana w Wilnie w 1633 roku

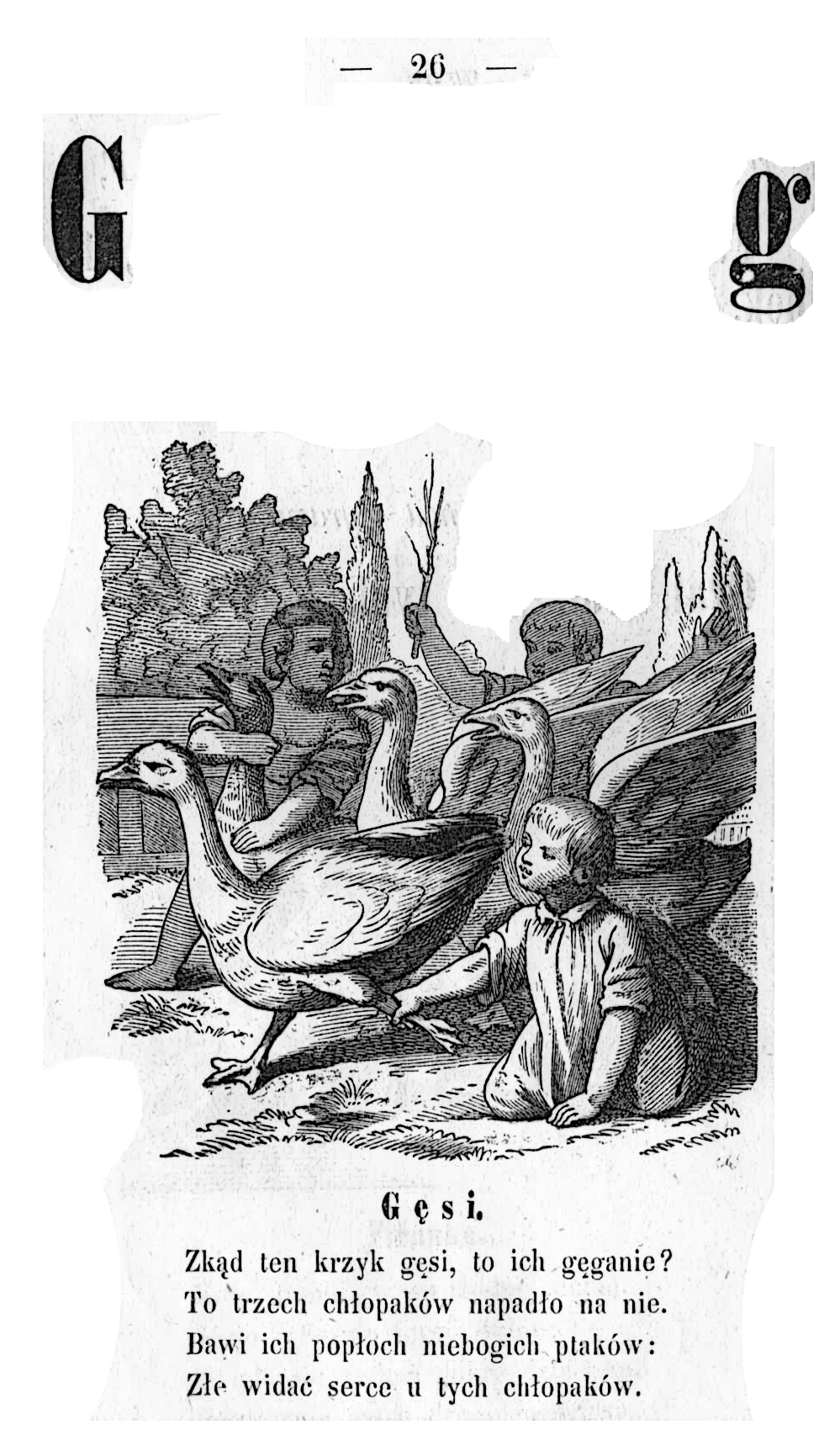
Bajka Stanisława Jachowicza o gęsiach ilustrująca literę „G” z elementarza wydanego 1858 roku w Warszawie

- Polskie książeczki wielmi potrzebne ku uczeniu się polskiego..., Hieronim Wietor, Kraków, (1539)[15],
- Katechizm ktemu przydana krótka nauka czytania i pisania, Jan Weinreich, Królewiec, (1549)[4],
- Ortografia polska, to jest nauka czytania i pisania dodatek do wydania Nowego Testamentu, Stanisław Murzynowski, Królewiec, (1551),
- Nauka ku czytaniu dziatkom małym pisma polskiego, Piotr Sextilus, Poznań, (1556),
- Nauka krótka ku czytaniu pisma polskiego, Królewiec, (1570),
- Nauka krótka ku czytaniu pisma polskiego, Jerzy Osterberg, Królewiec, (1575)[16],
- Nauka ku czytaniu pisma polskiego z figurami., Maciej Bernat, Lwów, (1599)[16],
- Dla dziatek nauka czytania pisma polskiego, Jakub Sybeneycher, Kraków (1611)[17],
- Dla dziatek nauka czytania pisma polskiego, Wilno, 1633[18][19].
- Nauka ku czytaniu pisma polskiego dla młodych panien, Kraków, (1657)[20],
- Elementarz Szkoły Wrocławskiej Polskiej. Świeżo wystawiony..., oficyna Baumana, Wrocław, kilka edycji w latach 1666–1711[16],
- Nauka czytania, Mikołaj Alexander Schedel, Królewiec, (1707)[21],
- Elementarz albo początek nauki dla dziatek chrześcijańskich, Królewiec, (1710)[21],
- Nauka zbawienna do czytania albo opowiadania na cały rok rozdzielona..., Jan Dubiellius, w Drukarni Academickiei Colleg. Societ. Jesu Wratislaviae, Wrocław, (1733),
- ABC Tablica do użytku małych i dla ułatwienia uczących się, drukarnia Hartunga, Królewiec, (1752)[22],
- Elementarz chłopięcy, Akad., Poznań, (1758)[23],
- Informacya dla Panienek abo Nauka Czytania roznych Charaktero Pisma Polskiego., Jan Schreiber, w Gdańsku: Drukował Nakładem y Literami Swemi Thom. Jan Schreiber, Roku (1758),
- Nauka czytania pisma polskiego, Kraków, (1769)[24],
- Nowy elementarz duchowny dziecinnego świczenia..., Drukarnia Akademicka, Kraków, (1769)[24],
- Elementarz dla płci męskiej nowym sposobem użytecznym ułożony, Franciszek Paprocki, Drukarnia Prymasowska, Łowicz, (1777)[24],
- Przyiaciel dziecinny: Ksia̧zka do czytania a szkołom wieyskim poświecona, Friedrich Eberhard von Rochow, Johann Christian Bockshammer, W Brzegu: drukował J.E.Tramp, (1778).
- Elementarz do nauczenia się abecadła, sylabizowania y czytania ku wygodzie szkół parafialnych sporządzony, Drukarnia Misjonarzy, trzy wydania Warszawa (1780), (1782) oraz Wilno (1798)[25],
- Elementarz dla szkół parafialnych narodowych zawierający I: Naukę pisania i czytania..., Onufry Kopczyński, Grzegorz Piramowicz, Towarzystwo do Ksiąg Elementarnych, Warszawa, (1785)[8] [25],
- Polska książka do czytania: to iest zbior nauk i zabawek filologicznych, na pożytek i snadenieysze poięcie polskiego ięzyka dla Młodzi kwitnącey Szkoły Realney Wrocławskiey przy kościele Maryi Magdaleny, z powiększeniem i przeyrzeniem wydany, Daniel Vogel, wyd. Jan Fryderyk Korn, Wrocław, (1785).
- Elementarz białogłowski albo informacya dla uczących się czytać katechizmu z modlitwami dla dzieci płci niewieściej, Łowicz, (1789)[26],
- Ksia̧zeczka do sylabizowania i czytania: dla polskiej klassy Gimnazyum S. Elzbiety w Wrocławiu, Stanisław Stawski, literami Grassowymi – gedruckt mit Grassischen Schriften, Wrocław, dwa wydania (1790) i (1794)[26],
- Sposób nowy, nayłatwieyszy, pisania i czytania razem, dla panienek: z przypisami dla nauczycielek, Antoni Maksymilian Prokopowicz, Kraków, (1790)[27],
- Nauka czytania pisma polskiego, drukarnia Anna Dziedzicki i sukcesorzy, Kraków, (1791),
- Przyiaciel dzieci to iest ksiega do czytania y używania dla ucza̧cey sie młodzieży, Friedrich Eberhard von Rochow; Matthias Friedrich Nicolovius, tłum. Jerzy Olech, W Królewcu: nakładem Fryderyka Nikolowiusza, (1795).
- Nowa xiążeczka do syllabizowania po Polsku i po Niemiecku. Za pozwoleniem zwierzchności, w Drukarni Anny Dziedzicki i Sukcess, W Krakowie (1795),
- Elementarz ku pożytkowi młodzieży w szkołach JJ.XX. Congregationis SSmi Redemptoris, Warszawa, (1795)[28],

### Okres zaborów Polski

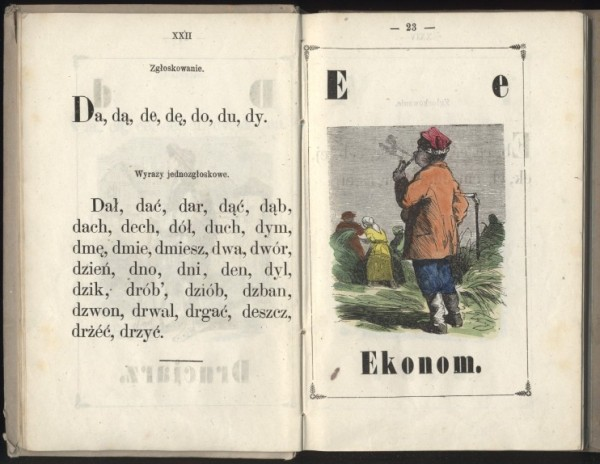
Ekonom rycina – z elementarza wydanego w Warszawie w 1866 roku autorstwa Teofila Nowosielskiego

- Elementarz ku pożytkowi szkół narodowych w cesarsko-królewskich dziedzicznych państwach, Lwów, (1791)[28],
- Manualik do nauczenia się polskiego języka wydany przez... nauczyciela tegoż języka we trzech najznaczniejszych szkołach w Wrocławiu. (Nakładem wydawcy), Stanisław Stawski, Wrocław – Jelenia Góra – Leszno, (1796),
- Książeczka do sylabizowania i czytania, Jan Krzysztof Koschny, Brzeg, (1800)[27],
- Nowy elementarz polski z obrazkami: zawieraiący różne do poięcia dzieci stosowne wiadomości, powieści i nauki moralne, wypisy z historyi naturalney i wiersze wyborne z celnieyszych autorów oyczystych, Jerzy Samuel Bandtkie, nakł. i dr. Wilhelma Bogumiła Korna, trzy wydania we Wrocławiu w (1803), (1808), (1824),
- Abecadło nowe, Wrocław, (1807)[29],
- Abecadło nowe, polskie, czyli łatwy sposób nauczenia się czytać po polsku, z ozdobnemi obrazkami podług polskiego alfabetu, Wrocław, (1809)[30],
- Abecadło w karteczkach dla dzieci, na każdej karteczce jest obrazek wyrażający przedmiot stosowny do litery, (1810)[31],
- Abecadło dla młodzieży wszystkich stanów, z obrazkami; przy tém nauka krótka chrześciańska, czyli katechizm katolicki i ministrantura, kilka wydań we Wrocławiu i Warszawie, Wrocław, nakł. W. B. Korna, trzy wydania: (1810), (1820) i (około 1850)[30],
- Nauka czytania pisma polskiego z przydatkiem nowego katechizmu, Kraków, (1811),
- Nauka początkowego czytania, pisania y rachunków, Konstanty Wolski, wyd. S. Dąbrowski, Warszawa, wydawany 8. krotnie w latach 1811–1825, pierwsze wydanie (1811)[10],
- Abecadło obrazkowe dla dobrych dzieci. {Abecadło obrazkowe, czyli nauka czytania połączona z zabawą dla dzieci, z 24 rycin złożona, z książeczką objaśnień rycin, na welinowym papierze starannie illuminowane.; Abecadło obrazkowe na pięknym papierze illuminow.; Abecadło obrazkowe z czarnemi rycinami.; Abecadło obrazkowe dla dzieci uczących się poznawać litery w futeraliku, cztery wydania – Lwów, nakł. K. Wilda, (1811),Warszawa (w druk. przy ul. Mazowieckiéj), 1827; Warszawa, 1837; Wilno, w litografii J. Oziębłowskiego, (1838)[30],
- Elementarz dla małych dziatek z różnem nabożeństwem, katechizmem katolickim i z wielą potrzebnemi dodatkami nowo przedrukowanemi, Wilno, (1812)[32],
- Abecadło, czyli katechizm katolicki i ministrantura, Warszawa, (1815)[33],
- Początki czytania dla dzieci bez ABC i zgłoskowania. Przez Friedricha Gedike, Piérwszégo Radcę król: prus: szkół i konsystorza, Dyrektora berlinskokolońskiégo Gymnazium, Członka zwyczáynégo król: Akademii umiéiętności i Akademii kunsztów. Z drugiégo wydániá berlińskiégo zastosowáł do polskiégo ięzyka Jan Bobrowski, druk. XX. Bazylianów, Wilno, (1816)[34].
- Abecadło w kostkach z stosownemi do każdej litery alfabetu pols. figurami., Wilno, u Pijarów, (1817),
- Początkowa nauka czytania dla uczących się czytać dzieci, szczególniej dla głuchoniemych, Warszawa, (1817)[35],
- Abecadło, Korn, Wrocław, (1818)[30],
- Abecadło we 24 kartkach z stósownemi figurami do każdéj litery alfabetu polskiego, oraz litera nad każdą figurą wyobrażającą ten przedmiot, w księgarni XX. Pijarów, u Al. Żółkowskiego, (1819)[31],
- Nauka początkowego czytania dla młodzieży szkół elementarnych, Drukarnia Pijarów, Warszawa, (1819)[35].
- Abecadło z ozdobnemi obrazkami podług polskiego alfabetu, nakład W. B. Korna, Wrocław, (1821)[30],
- Abecadło w tabliczkach z rycinami litografowanemi, J.J. Pilera, Lwów, (1823)[31],
- Elementarz dla pobożnych dziatek zawierający: 1) Naukę czytania, 2) Naukę chrześcijańską, 3) Naukę pisma, św. Krzemieniec, Warszawa, Glucksberg, (1823)[32],
- ABC w futeraliku, Lwów, (1823)[36],
- Abecadło polskie dla dzieci na tablicy, Lwów, (1824)[30],
- Nauka czytania pisma polskiego dla małych dziatek, z różnem nabożeństwem katechizmem katolickiem, i z wielą potrzebą potrzebnych dodatków nowo przedrukowana, J. Zawadzki własnym nakł., (1825),
- Abecadło dla młodzieży wszystkich stanów; przytém krótka nauka chrześciańska, czyli katechizm katolicki, Warszawa, nakł. i druk. Józefa Pukszty, (1826)[30],
- Abecadło, czyli nauka czytania połączona z zabawą dla dzieci, z 24 rycin złozona, z książeczką objaśnień rycin, na welinowym papierze starannie illuminowane, Warszawa, druk. przy ul. Mazowieckiej, (1827)[30],
- Elementarz dla dzieci, Warszawa, (1828)[32],
- Abecadlnik nowy i początki czytania dla użytku szkół miejskich i wiejskich, z rycinami z historyi naturalnej, dwa wydania: Wrocław, nakł. W. B. Korna (przed r. 1830) i tamże (1850)[33],
- Sposób czytania pisma polskiego dla małych dziatek, Warszawa: Druk. XX. Misjonarzy, (1830),
- Abecadło, czyli nauka, Aleksander Zdanowicz, Wilno, dwa wydania (1830) oraz (1840)[33],
- Elementarz dla młodzieży polskiey obeymuiący w sobie naukę pisania i czytania, katechizm, naukę obyczaiową i naukę rachunków, (1831),
- Nowy elementarz polski, czyli Nauka czytania, B. Bielski, nakładem i drukiem Zawadzkiego i Węckiego uprzywilejowanych drukarzy i księgarzy dworu Królestwa Polskiego, Warszawa (1931),
- Abecadlnik polski (nowy) dla dzieci i młodzieży płci obojej, z 24 wyobrażeniami zwierząt ssących, Lwów (1832)[33]
- Nauka czytania dla szkół katolickich i ewanielickich: cz. 1-2, (1833),
- ABC dla dobrych dzieci, abecadło w rozmaitych kolorach (z malowanemi literami), Kraków, nakład i druk Friedleina, (1837)[37],
- Abecadło wydanie nowe z ryc. kolor., Lwów, (1837)[30],
- Abecadło ruchome dla dzieci poczynających poznawać zgłoski, D. E. Friedlein, Kraków, (1840)[31],
- Abecadło polskie z kwiateczkami, A. Jachowiczowa, (1840)[31],
- Nauka czytania dla szkół katolickich i ewangelickich, Ernst Siegfried Mittler, nakł. E. S. Mittlera, (1840),
- Abecadlnik warszawski. Podarunek dla grzecznych dzieci, 9. wydań: Warszawa, nakł. S. H. Merzbacha (1840), (1842), (1844), (1849), (1851), (1856), (1857), (1867) – Warszawa, nakł. Juliana Müllera, (1872) – Warszawa, nakł. Jul. Müllera, druk. A. Ginsa, (1884) – Warszawa, nakł. Jul. Müllera[33],
- Nowy elementarz polski obejmujący w zupełności zasady czytania, z przykładami w prozie i w wierszu, z modlitew [...] tudzież z ogólnemi zasadami arytmetyki, wiadomościami początkowemi z geografii i opisaniem pożyteczniejszych rzemiosł, z obrazkami, nakładem Aug. Emm. Glücksberga, (1841),
- Nauka czytania bez poprzedniego głoskowania i zgłoskowania, Józef Kokurewicz, nakładem wydawcy, (1841),
- Abecadło nowe polskie z 16 obrazkami zwierząt, Jabłoński, Lwów, (1841)[31],
- Nowe abecadło z wyobrażeniami zwierząt, Lwów, (1842),
- Elementarz do nauczenia się czytania po polsku dla dzieci: przedrukowany, 1843,
- Elementarz polski dla szkół katolickich wiejskich i miejskich, Część 1-2, Ksawery F.A.E. Łukaszewski, E. Günther, 1844,
- Elementarz do używania w szkołach miejskich cesarsko-królewskich państw dziedzicznych, Ces. Król. Administracya przedaży książek szkolnych, 1844,
- Abecadło moralne ogrodowe, czyli Paulin Ogrodnik ś. w winnicy Pańskiéj, Leszno, wyd. Günter, (1844)[30],
- Abecadlnik polski, Wilno, nakł. R. Daien, druk R. Rafałowicza, druk. M. Zymelowicza, (1845)[33],
- Nauka czytania pisma polskiego: teraz z przydatkiem nowego Katechizmu dla małych dzieci zebrana. Za pozwoleniem cenzury rządowej, (1846),
- Elementa seu prima puerorum scientiae fundamenta: to jest Elementarz dla dzieci płci męzkiej[!] ułożony, Warszawa: w Druk. XX. Missyonarzy, (1847),
- Elementarz polski dla katolickich szkół wiejskich i miejskich. Cz. 1, Leszno, E. Günther, (1847),
- Krótki elementarz do przepisywania, Warszawa: Redakcja Rocznika Gosp. Krajowego, Druk. St. Strąbski, (1847),
- ABC polskie w obrazach przedstawione dla dzieci, Berlin, Adolf et Comp. (1847)[37],
- Zabawka abecadłowa, Stanisław Jachowicz, nakładem autora, Warszawa: S. Strąbski, (1848),
- Abecadło nowe, czyli książeczka początkowego czytania z obrazkami kolorowanymi. (z 8 obrazkami kolorow.), Toruń, nakł. i druk. Ernesta Lambecka, {Toruń, nakł. i druk. Ernesta Lambecka, dwa wydania (1848) i (1856),
- Abecadlnik, czyli Groszówka dla ludu wiejskiego na nowy sposób przerobiona i ułatwiona, R. Mink, dzierżawca druk. wdowy Karnstädt, Tarnów, (1849),
- Abecadło nowe polskie, J.G., trzy wydania: Rzeszów (1850), (1868), Lwów (1856)[30],
- Elementarz dla dzieci polskich, Feliks Wrotnowski, Berlin, (1851),
- Układ ćwiczeń mogących służyć za przygotowanie i wstęp do nauk początkowych, zastosowany do wieku dziecinnego Cz. 1-2, A. Marcinkowski, Wilno, (1851),
- Abecadło nowe obrazkowe dla małych dzieci, 24 litografie, Warszawa, Orgelbrand, (1852)[30],
- Nauka czytania i pisania: wypracowana z polecenia Towarzystwa pedagogicznego w Poznaniu, (1854),
- Abecadło z obrazkami, Lwów, (1855)[30],
- Elementarz dla dzieci niechodzących do szkoły (z ryciną Wiednia), Bochnia, Pisz, (1856)[32],
- Abecadło nowe, czyli książeczka początkowego czytania, Toruń, (1856)[30],
- Abecadlnik nowy, ruchomy, z rycinami kolorowanemi, Warszawa, Natanson, (1857)[33],
- Abecadło dla grzecznych dzieci w sylwetach i wierszach, Karol Figlarski, dwa wydania w Berlinie: Berlin, nakł. Z. Schlettera, 1857, Berlin, nakł. Z. Schlettera (E. Bock), czcionkami Juliusza Sittenfelda, (1866)[33],
- Abecadlnik, czyli groszówka dla dzieci niechodzących do szkoły, nakł. i druk Anastazy Rusinowski, trzy wydania: Jasło, (1857), Tarnów, (1859) i (1861)[36],
- Elementarz. Z materiałów ś. p. Stanisława Jachowicza przygotowanych, Stanisław Jachowicz, Warszawa, (1858),
- ABC dla grzecznych dzieci, ozdobione kilkunastu drzeworytami, Rayzner, Poznań, (1858)[38],
- Elementarz dla chłopców wiejskich, Warszawa, Towarzystwo Rolnicze w Królestwie Polskiem (Warszawa: J. Psurski), (1859),
- Elementarz: według nowéj metody z abecadłem ruchomem wielkich i małych liter i wizerunkami królów polskich, Franciszek Barański, K. Budkiewicz, (1860).
- Elementarz większy, Aleksander Groza, Żytomierz: Księgarnia Jana Hussarowskiego (Warszawa: A. Kwiatkowski), (1860),
- Abecadlnik Odrowąża, za pomocą którego najwięcej w dwanaście dni można nauczyć się czytać po polsku. Metoda nowa, wymyślona, ułożona i w praktyce stosowana przez samego autora. Wydanie drugie całkiem przerobione, Antoni Odrowąż Kamiński (Kamieński) (1797–1885), Wilno, Syrkin, 1860,
- Abecadlnik obrazkowy, Gniezno, nakł. i druk. J.B. Langiego, (1860),
- Groszówka: czyli Nauka początkowa poznawania liter, sylabizowania i czytania, ułożona dla dzieci niechodzących do szkoły, W. Pisz, Bochnia, (1861),
- Elementarz dla chłopców wiejskich, G. Gebethner i R. Wolff, Warszawa (1862),
- Krótki elementarz do samouctwa w pisaniu, imp. de L. Martinet, Paris, (1862),
- Nauka czytania i pisania, D. Rakowicz, Poznań (1862),
- Abecadło polskie i sylabizowane w 16 ozdobnych arkuszach, Warszawa, (1862)[31],
- Elementarz dla dobrych dziatek, C. Lewicki, Warszawa, (1862)[32],
- Nauka czytania ułatwiona: nowy elementarz dla szółek[!] i ochron polskich, Lucyna Mieroszewska, skł. gł. w Ks. Polskiej A. Dzwonkowskiego, (1863),
- Abecadlnik obrazkowy (24 kart kolorowanych na grubym papierze), Warszawa, M. Orgelbrand, 1863,
- Towarzysz pilnych dzieci, czyli Początki czytania i innych wiadomości sposobem łatwym i do pojęcia młodocianego wieku zastosowanym, Teofil Nowosielski, S. Orgelbrand, Warszawa, (1866),
- Abecadlnik biblijny, obrazkowy, nakł. A. W. Gumiński, Warszawa, (1868)[36],
- Elementarz dla dzieci wiejskich (czcionkami grażdańskimi pomysłu Stanisława Mikuckiego), druk Jana Kotta, dwa wydania w Petersburgu i Warszawie (1866)[32],
- Naukowy księgozbiorek dla miejskich i wiejskich dzieci od lat 6 do 12, cz. 1-2, Stanisław Szklarski, nakładem autora, Kraków, (1867),
- Abecadło obrazkowe sposobem łamigłówki (naklejone na kwadratach do składania), Warszawa, M. Orgelbrand (około 1868),
- Nowy elementarz dla dzieci, Lublin, (1868),
- Abecadło obrazkowe, kolorowane dla grzecznych dzieci, Warszawa, M. Orgelbrand, (1868),
- Abecadło obrazkowe kolorowane w 9-ciu tablicach, oraz z wizerunkiem Matki Boskiéj, dla grzecznych dzieci, Warszawa. M. Orgelbrand, (1868),
- Elementarz dla ewangielickich szkół ludowych, Austria. Ministerium für cultur und unterricht, Wiedeń, W. C.K. Nakadzie ksiazek szkolnych, (1869),
- Elementarz dla dzieci, Warszawa, (1869)[32],
- Abecadlnik zastosowany do nowéj metody nauki czytania w czterech do ośmiu tygodniach, W. Bujakowski, Warszawa: Red. „Przeglądu Tygodniowego”, J. Jaworski, Breslauer, Warszawa, (1869),
- Elementarz mały dla grzecznych dzieci, Warszawa, (1869)[32],
- Abecadło duże i małe na arkuszu, do rozcinania na pojedyncze litery, Warszawa, Gebethner i Wolff, Warszawa, (1871)[39],
- Nowy elementarz polski z obrazkami kolorowanemi, Ernest Lambeck, Toruń, (1871),
- Elementarzyk polski, Toruń, (1871)[40],
- Elementarz dla dzieci, Warszawa, (1871)[40],
- Abecadlnik warszawski, Warszawa, (1872)[41],
- Elementarz dla katolickich szkół ludowych, Wiedeń, (1872)[42],
- Elementarz jęz. polskiego, Warszawa, (1872)[42],
- Elementarz mały, Warszawa, (1872)[42],
- Elementarz krótki do samouctwa, Poznań, (1872)[42],
- Elementarz polski, Wiedeń, (1872)[42],
- Nauka czytania języka polskiego, Warszawa, (1872)[43],
- Nauka czytania pisma z różnemi modlitwami, Warszawa, (1872)[43],
- Nauka czytania pisma z katechizmem, Wadowice, (1872)[43],
- Nauka czytania pisma, Częstochowa, (1872)[43],
- Nauka czytania pisma, Warszawa,(1872)[43],
- ABC, czyli nauka czytania i pisania: Wyłoz. metod. ma podstawie nauki pogladowej, August Jeske, Nakl. ksiȩgarnia Stanislawa Acta w Lublinie, (1873),
- Nauka czytania, Warszawa, (1873)[44],
- Elementarz dla katolickich szkół ludowych, Wiedeń, (1873)[45],
- Elementarz mały, Częstochowa, (1873)[45],
- Elementarz sposób czytania, Warszawa, (1873)[45],
- Nauka chrześcijańska czytania, dwa wydania Wadowice oraz Wilno, (1874)[46],
- Elementarz polski, Warszawa, (1874)[47],
- Nauka czytania, Warszawa, (1875)[48],
- Elementarz, czyli nauka czytania i pisania według najnowszych zasad ułożony..., nakł. i własność Ludwik Birschenk, druk Aleksander Gins, Warszawa, dwa wydania (1875) i (1881)[49],
- Elementarz dla chłopców wiejskich, Warszawa, (1876)[50],
- Nauka pisania, Częstochowa, (1876)[51],
- Nauka da szkół wiejskich, Bochnia, (1876)[51],
- Elementarzyk: przez E. Estkowskiego ułożony wedle metody pisania i czytania, Cz. 1-2, Ewaryst Estkowski, Poznań: J.K. Żupański, (1876),
- Pierwsza książeczka dla wprawy w czytaniu, Konrad Prószyński, Warszawa: Józef Unger, (1876),
- Nauka pierwsza biblijna czytania, Warszawa, (1877)[52],
- Nauka (pyśmo), Lwów, (1878)[23],
- Nauka czytania i pisma polskiego, Wilno, (1878)[23],
- Obrazkowa nauka pisania i czytania oraz elementarz dla samouków cz. 1–2, Konrad Prószyński, Wydawnictwo Księgarni Konrada Prószyńskiego, Warszawa, (1879),
- Elementarz dla dzieci, Warszawa: Józef Unger, (1879),
- Elementarz dla chłopców wiejskich, Krajewski, Aleksander Albert, Warszawa: nakład Gebethnera i Wolffa, (1879),
- Tablice do nauki czytania, Samuel Orgelbrand, 1880,
- Abecadlniczek mały, nakł. i druk G. Loewenshona, Furth w Bawarii, (1880)[36],
- Nauka czytania pisma, Warszawa, (1884)[53],
- Nauka, czyli elementarz, Częstochowa, (1884)[53],
- Abecadło, ułożył G.J., Rzeszów, (1885)[54],
- Abecadło cudowne, Warszawa,(1885)[54],
- Elementarz dla chłopców wiejskich, Warszawa. (1885)[55],
- Elementarz dla dzieci, Warszawa. (1885)[55],
- Elementarz dla dzieci, wyd. Ungra, Warszawa, (1885)[55],
- Elementarz dla dzieci wedle najnowszych wzorów, Warszawa, (1885)[55],
- Elementarz nowy obrazkowy, Warszawa, (1885)[55],
- Elementarz mały, ułożył C.W., Warszawa, (1885)[55],
- Elementarz dla szkół ludowych ułożony z polecenia Rady szkolnéj krajowéj, Lwów: Zakład Narodowy im. Ossolińskich, druk E. Winiarz, (1886)[56],
- Abecadlnik nowy, mały, z obrazkami i wierszykami, Cieszyn, nakł. E. Feitzingera, (1886)[57],
- Abecadło składane, obrazkowe, Petersburg,(1886)[57],
- Nauka czytania i pisania, dwie edycje, Warszawa, Wadowice, (1886)[56],
- Elementarz nowy, obrazkowy, Warszawa, (1886)[56],
- Elementarz sposób czytania, Warszawa, (1886)[56],
- Elementarz dla dzieci, Warszawa, (1886)[56],
- Elementarz najnowszy języka polskiego, Warszawa, (1886)[56],
- Elementarz podług metody analityczno-syntetycznej, C.K. Wydawnictwo książek szkolnych, Wiedeń (1887),
- ABC: pierwsza nauka dla dzieci, Władysław Anczyc, Warszawa: G. Gebethner i R. Wolff, (1887),
- Elementarz dla szkół ludowych w Ameryce, Drukiem Spółki wydawnictwa polskiego, 1889,
- Abecadło polskie z obrazkami dla dobrych dzieci z nauką zgłoskowania i czytania, z kolorow. rycinami, Aleksander Komarnicki, (1889)[30],
- Elementarz dla szkół ludowych ułożony z polecenia Rady szkolnéj krajowéj, Lwów: Zakład Narodowy im. Ossolińskich, 1890,
- Elementarz dla szkół ludowych, nakładem Zakładu narodowego imienia Ossolińskich, 1891,
- Elementarz polski, poznański, ułożony podług mieszanej metody pisania i czytania, H. Modrzyński, F. Krajewicz, Poznań (1892),
- Nowy elementarz ułożony podług metody pisania i czytania, Część 1, nakł. i czcionkami „Katolika”, 1893,
- Wielki elementarz polski, Warszawa: Ferdynand Hösick, (1896),
- Elementarz, czyli nauka początkowego czytania, Kalisz, Nakład i druk K. W. Hindemita, (1896),
- ABC, nakł. Juliana Mullera, Warszawa, (1897)[49],
- Metodyczny kurs nauk: rok 1 i 2 : nauka o rzeczach, nauka czytania i pisania, arytmetyka, kaligrafia, Jan Władysław Dawid, Wydawnictwo Przeglądu Pedagogicznego, (1898),
- Szkółka czytania: (Elementarz), Jan Kaszycki, Kraków: Nakład i własność autora (1898),
- Groszówka, czyli: Praktyczna nauka czytania dla chodzących do szkoły., Nowy Sącz: J. Pisz, (1899),
- Elementarz do użytku szkolnego i domowego, Karol Miarka, Wydawnictwo Dzieł Ludowych, Mikołów, (1900),
- Abecadlnik, Warszawa, (1901)[36],
- ABC: nauka czytania i pisania, August Adam Jeske, M. Arct, (1901),
- Abecadło ruchome, Łódź, (1901),
- Abecadlnik polski (elementarz): czyli książka początkowa do nauki czytania, Tadeusz Czaplicki, nakł. Księgarni K. Rybackiego, (1902),
- ABC, Rychliński i Wegner, Łódź, (1903)[49],

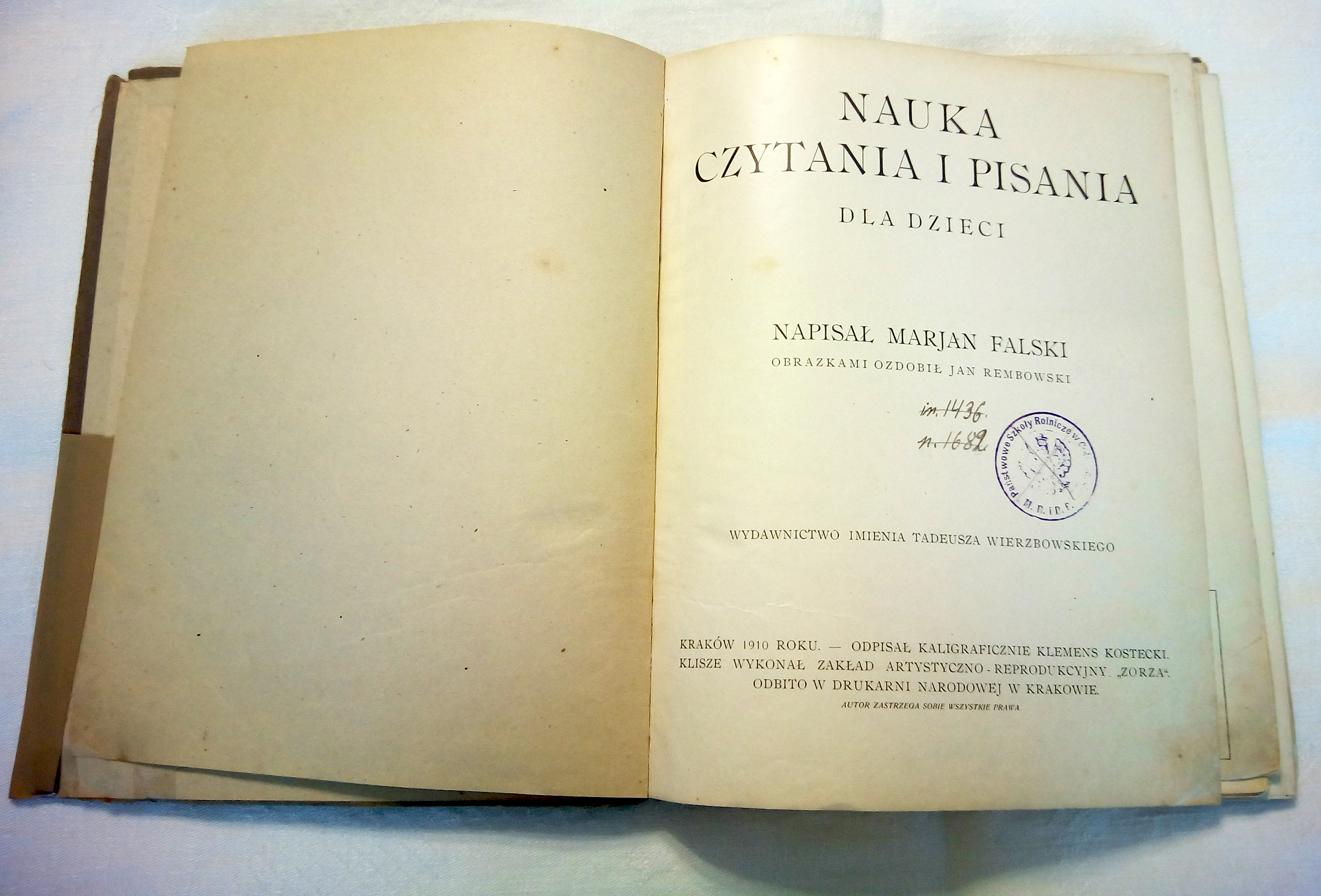
Nauka czytania i pisania dla dzieci Mariana Falskiego, 1910

- Nauka czytania i pisania według zasad za najlepsze uznanych, Antoni Celichowski, skł. gł. w Księgarni Gebethnera i Wolffa, (1905),
- ABC Elementarz polski dla dzieci wyznania Rzymsko-Katolickiego, Skład Główny Księg., nakł. M. Szczepkowskiego, druk Laskauera, Warszawa, (1905)[49],
- Elementarzyk obrazkowy dla polskich dzieci, Gniezno: Józef Chociszewski, Września: Prądzyński i Kapałczyński, (1907),
- Elementarz do nauki pisania i czytania: ułożony podług rękopisu obszernego Elementarza, Adolf Dygasiński, Warszawa, druk Władysław Łazarski, 1907,
- Początki czytania i pisania, czyli Elementarz oraz zajmujące czytanki z obrazkami dla dzieci, Teodor Bernadzikiewicz, Poznań: Towarzystwo Czytelni Ludowych, druk F. Pilczek, (1909),
- Uczmy się czytać i pisać. Elementarz: nauka czytania i pisania z obrazkami i wzorkami pisma, Cecylia Niewiadomska, Gebethner i Wolff, P.Laskauer, 3. wydania 1905, 1911 i 1916,
- Elementarz polski: czyli nauką czytania, pisania i rachowania, z nauką pisowni i gramatyki, Władysław Dyniewicz, 1907,
- Samouczek świętej Anny: najnowszy elementarz polski opracowany według metody używanej we wszystkich szkołach ludowych, Tow. Czytelni Ludowych, 1907,
- Elementarz, na którym nauczysz czytać w 5 albo 8 tygodni, Konrad Prószyński, Wydawnictwo Konrada Prószyńskiego. Księgarnia Krajowa, 1908,
- Pierwsza książka do czytania Ułożyli: Władysław Komischke i Stefan Sikorski, 4. wydania, Księgarnja Priebatsch, Wrocław 1908,
- Pierwsza książka do czytania dla sžkoł elementarnych, Wydawca: M. Planetorz, Wrocław 1908,
- Początki czytania i pisania, czyli Elementarz oraz zajmujące czytanki z obrazkami dla dzieci, Teodor Bernadzikiewicz, Towarzystwo Czytelni Ludowych, 1909,
- Toruński Elementarz polski z obrazkami zastósowany do potrzeb dzieci, uczacych sie wszkole tylko po niemiecku: Wydanie nowe, poprawn_ i powiekszone, S. Buszczyński, 1910,
- ABC kolorowe, Lwów. (1910),

- Nauka czytania i pisania dla dzieci, Marian Falski, Kraków, (1910),
- Najłatwiejszy elementarz metodą poglądowo-wyrazową, Julia Szanserówna, Warszawa: Wydawnictwo Księgarni Nakładowej, (1911),
- Elementarz polski do użytku szkolnego i domowego, Mikołów, Wydawnictwo Dzieł Ludowych Karola Miarka, (1912),
- Elementarz polski dla szkół z językiem wykładowym ruskim i niemieckim, Lwów: Zakład Narodowy imienia Ossolińskich, (1913),
- Elementarz i rachunki dla pierwszego roku nauki, Lwów, (1913),
- Nowy elementarz polski z obrazkami, Poznań, cztery wydania (1914–1920)[58],
- Mały elementarz dla dzieci i samouków: według najnowszych metod, Rozalia Brzezińska, skł. gł. „Księgarania Polska”, 1914,
- Elementarz krakowski do nauki domowej i na kursach dla analfabetów, Stefan Zaleski, Składnica Pedagogiczna i Wyd. środków wychowawczych, 1915,
- Moja książeczka. Nauka czytania i pisania, Warszawa. (1915),
- Elementarz, Stefania Sempołowska Skład główny w księgarni Gebethnera i Wolffa, Łódź, (1916),
- Elementarz „Ziarenko”, Julia Rodziewiczowa, skł. gł. Księg. „Kultura”, 1916.
- Mały elementarz: według najnowszych metod, Rozalia Brzezińska, Warszawa: Skład Główny w „Księgarni Polskiej”, (1916),
- Chcę czytać, Aleksandra Dargiel, Anna Oderfeld, kilkanaście wydań w latach (1916–1933)[59],
- Obrazowa nauka czytania i pisania: do użytku szkolnego, domowego, i jedynie prawdziwa dla samouków, Konrad Prószyński, wyd. Gazeta Świąteczna i Księgarnia Krajowa K. Prószyńskiego, 1917.
- Elementarz polskiego dziecka, Bronisława Smolińska, Warszawa: Nakład Gebethnera i Wolffa, (1917),
- Początki czytania i pisania, Teodor Bernadzikiewicz, ilustr. Ignacy Żniński, Poznań, kilka wydań – (1917–1932)[60].

### Okres II RP
- Elementarz ułożony przez Ign. Nowakowskiego, Ignacy Nowakowski, Polski Związek Wojenny w Charbinie, Charbin, (1918),
- Kurs nauki czytania i pisania dla dorosłych: w dwóch częściach. Elementarz kartkowy i dodatek „Dla uczących”.. Dla uczących: dodatek do elementarza kartkowego, Część 1, Katarzyna Grodecka, M. Arct, Warszawa, (1919),
- Nowy elementarz do użytku szkolnego i domowego, Kurt Rassek, Heinrich Olbrich, E. Morgenstern, (1919),
- Elementarz i rachunki, Władysław Kłosiński, Kraków, Warszawa, 7. wydań (1919–1939)[61],
- Czytelnia szkolna i domowa: elementarz, czyli Początkowa nauka czytania i pisania, Franciszek Fabijański, skł. gł. Księg. S. Fabijański, (1920),
- Elementarz i książka do czytania: pisownia ustalona, Kazimierz Kędzierski, Warszawa: E. Wende i S-ka ; Łódź: nakł. Księgarni Ludwika Fiszera, {1920},
- Elementarz Towarzystwa Szkoły Ludowej, Stefan Zaleski, Zarząd Główny Towarzystwa Szkoły Ludowej, 1920,
- Elementarz i książka do czytania: pisownia ustalona, Kazimierz Kędzierski, L. Fiszer, 1920,
- ABC: (elementarz obrazkowy), 1920,
- Mały Elementarz, Rozalia Brzezińska, Warszawa, „Księgarnia Ludowa” Julji Sikorskiej, (1920),
- Elementarz polskiego dziecka: czytanki, Bronisława Smolińska, praca nagrodzona na konkursie Polskiej Macierzy Szkolnej 1917 r., Warszawa: Nakład Gebethnera i Wolffa, (1920),
- Uczmy się czytać!: elementarz i czytanki, Stanisław Thomas, ilustracje Henryk Nowina Czerny, Warszawa: Księgarnia M. Ostaszewskiej i S-ki, (1920),
- Elementarz obrazkowy, Ignacy Szufa, Kraków, cztery wydania (1920–1922)[62],
- Elementarz powiastkowy dla dzieci, Lwów, Ksiąźnica-Atlas (1921, 1923, 1929),
- Elementarz zabawkowy: dla dzieci szkolnych, Poznań: nakł. i własność I. Kobylski, (1921),
- Elementarz: część pierwsza, Kazimierz Kędzierski, Łódź, Księgarnia Ludwika Fiszera ; Warszawa: E. Wende i S-ka, (1921),
- Elementarz, Juliusz Stanisław Chudzikowski, ilustr. Józefa Chudzikowska, Lwów: Księgarnia Naukowa we Lwowie, (1922)[62],
- Książka do czytania: (część 2-ga Elementarza), Kazimierz Kędzierski, Księgarnia Ludwika Fiszera, (1922),
- A.B.C. elementarz dla wszystkich, Warszawa: „Nasza Drukarnia”, (1922),
- Elementarz dla szkół powszechnych w Wielkopolsce, Ludwik Piotrowski, ilustr. Wanda Szrajber, Poznań: nakł. Księgarni Św. Wojciecha, trzy wydania – (1922–1931)[63],
- Elementarz, Franciszka Arnoldowa, Maria Witwicka, Lwów, pięć wydań (1924–1930)[64],
- Elementarz, Karol Buzek, Jerzy Kubisz, dwa wydania, Cieszyn, Nakładem Księgarni „Kresy”, (1924), Bytom, (1932)[61],
- Elementarz: (metoda dźwiękowa), Jan Kazimierz Króliński, nakł. Wydawnictwa Zakładu Narodowego imienia Ossolińskich, 1925,
- Elementarz: metoda wyrazowa, Jan Kazimierz Króliński, Władysław Kucharski, Lwów, nakł. Wydawnictwa Zakładu Narodowego imienia Ossolińskich, 1925[62],
- Elementarz i czytanki dla oddziału pierwszego, Jan Kornecki, Józef Stemler, Józef Wierzejski, Warszawa, trzy wydania (1925), (1926), (1928)[61],
- Moja książeczka – Nauka czytania i pisania..., Warszawa, (1926)[61],
- Elementarz. Szkółka dla młodzieży, Lwów: Wyd. Zakładu Narodowego im. Ossolińskich, (1926)[61],
- ABC: mały elementarz dla dzieci: początkowa nauka czytania i pisania, Tadeusz W., Wyd. Księgarni Nakładowej, 1928,
- Elementarz Samouczek: po 10 tygodniach samodzielnej nauki uczeń czyta i pisze, Józef Syska, 1929,
- Elementarz powiastkowy dla żołnierzy, ilustracje Kamil Mackiewicz, Wojskowy Instytut Naukowo-Wydawniczy (1929, 1931),
- Elementarz, Lwów, Państwowe Wydawnictwo Książek Szkolnych w Kuratorjum Okręgu Szkolnego, (1930),
- Elementarz śląski, Katowice: Książnica Śląska, Katowice: Goniec Śląski, (1930),
- Elementarz, Franciszka Arnoldowa, Państwowe Wydawnictwo Książek Szkolnych, Lwów (1930),
- Elementarz powszechny, Antoni Jan Mikulski, ilustr. Stanisław Wójcik, Eugeniusz Kozera, Lwów: Zakład Narodowy im. Ossolińskich, (1930),
- Moja pierwsza książeczka, Edmund Chodak, Warszawa, cztery wydania, (1930),(1931), (1932), (1933)[64],
- A. B. C.: elementarz obrazkowy: początkowa nauka czytania i pisania, Elwira Korotyńska, Warszawa: „Księgarnia Popularna”, druk Sikora, (1931),
- Elementarz dla szkół powszechnych w Wielkopolsce, Ludwik Piotrowski, Księg. św. Wojciecha, 1931,
- Elementarz tematowy dla szkół miejskich, ilustracje Wacław Borowski, Stefan Ślązak, teksty Julian Tuwim, Książnica-Atlas, (1933),
- Elementarz dla I klasy szkół powszechnych wiejskich, Marian Falski, ilustracje Wacław Borowski, Stefan Ślązak, wiersze Julian Tuwim, Książnica-Atlas, Warszawa (1937, 1938),
- U nas: elementarz dla wsi: metoda wyrazowa, Józefa Rytlowa, Janina Kulczycka-Saloni, Lwów, Wydawnictwo Zakładu Narodowego im. Ossolińskich, (1937),
- Elementarz dla szkół miejskich i wiejskich, Wilno: Instytut Wydawniczy „Oświata”, Wacław Tułodziecki, Stanisław Dobraniecki, Mieczysław Kotarbiński, (1939),

### II wojna światowa
- Elementarz dla I klasy szkół powszechnych, Edmund Chodak, Kraków, Wyd. Gazetki Szkolnej „Ster”. Dział Książek Szkolnych, (1941)
- Kozi elementarz, Florian Łorzyński, Kraków, Wydawnictwo Rolnicze, (1943),
- Elementarz dla 1 klasy szkół powszechnych, Edmund Chodak, Referat Oświatowo-Kulturalny P.O.W., (1945).
- Elementarz, Poznań: Nakł. Nauczycielskiej Spółdzielni Pomocy Szkolnych, (1945),

### PRL
- Elementarz, Marian Falski, Warszawa, Państwowe Zakłady Wydawnictw Szkolnych, od 1945 roku kilkadziesiąt wydań ukazujących się niemal corocznie – (1945, 1949, 1953, 1954, 1956, 1957, 1958, 1963, 1966, 1971, 1974...),
- Start: nauka czytania i pisania dla dorosłych, Joanna Landy-Brzezińska, Towarzystwo Uniwersytetu Robotniczego, (1948),
- Nasza książka: pierwsza książka do nauki czytania i pisania dla głuchoniemych, Joanna Landy-Brzezińska, Nasza Ksiegarnia, (1951),
- Elementarz, Jerzy Karolak, Aleksander Kwiatkowski, Państwowe Zakłady Wydawnictw Szkolnych, (1961),
- Droga do książki: podręcznik do nauki czytania i pisania systemem Braille’a dla dorosłych niewidomych, Halina Banaś, Zarząd Główny Polskiego Związku Niewidomych, (1967).
- Litery: nauka czytania, Ewa Przyłubska, Feliks Przyłubski, Wydawnictwa Szkolne i Pedagogiczne (1975, ..., 1999)[65][66]
- Mam 6 lat: wyprawka dla sześciolatka, Ewa Przyłubska, Feliks Przyłubski, Wydawnictwa Szkolne i Pedagogiczne (1977, ..., 1999)[65][67]

### III RP
- Rozsypanki obrazkowe sylabowe i głoskowe do nauki czytania i pisania, Bronisław Rocławski, Biblioteczka Pedagogiczna, Glottispol, 1998, isbn 9788386804238.

## Elementarze wydane przez Polonię

### Brazylia
- Elementarz dla polskich szkół w Brazylii w języku polskim i portugalskim: użyteczny także dla każdego Polaka nowo przybyłego tu do tego kraju i chcącego się zapoznać z mową krajową, Hieronim Durski, nakł. Karola Szulca, (1893),
- Elementarz dla dzieci polskich w Brazylii, Konstanty Lech, B. Mikoszewski, 1927,

### Czechy i Słowacja
- Elementarze polskie dla szkół polonijnych, Hilda Badurowa, Józef Ondrusz, Praha: Státni Pedagogické Nakldatelstvi, (1955),

### Francja
- Elementarz polski z czytanką, Jan Zborowski, Le Puy: „Jeniec Polak”, 1918.
- Elementarz dla dzieci polskich we Francji: metoda wyrazowa według elementarza B. Kubskiego, M. Kotarbińskiego, St. Dobranieckiego i E. Zarembiny, Benedykt Kubski, Mieczysław Kotarbiński, Stanisław Dobraniecki, Ewa Szelburg-Zarembina, Wydawnictwo Rady Narodowej Polaków we Francji, 1945,

### Izrael
- Elementarz, Benedykt Kubski, Ewa Szelburg-Zarembina, Mieczysław Kotarbiński, Jerozolima, Interim Treasury Committee For Polish Question – Educational Branch, 1946,

### Litwa
- Elementarz, Jadwiga Łauriniene, Jadwiga Szczerbinskiene, Kaunas: Państwowe Wydawnictwo Literatury Pedagogicznej, (1958),

### Niemcy
- Pierwsza czytanka dla dzieci Marian Falski, z obrazkami Kamila Mackiewicza. Projekt okładki Władysław Skoczylas. Nakładem Związku Polaków w Hamburgu, (1945).

### USA
- Obrazkowy elementarz polski, czyli Nauka czytania i pisania: ułożona podług najlepszej metody dla polskich szkół elementarnych w Północnej Ameryce, Polish American Publishing Company, (1891),
- Elementarz dla szkół ludowych w Ameryce, Chicago, IL: Spółka Nakł. Wyd. Pol., 1903 Chicago, IL: Spółka Nakł. Wyd. Polskiego, (1903),
- Obrazkowy elementarz polski; czyli, Nauka czytania i pisania ułożona podług najlepszej metody dla polskich szkół elemetarnych w Północnej Ameryce, Drukiem Polish American publishing company, Chicago 1916.
- Nowy elementarz i pierwsza czytanka dla polskich szkół parafialnych Stanów Zjednoczonych Północnej Ameryki, 1921,
- Elementarz dla szkół ludowych w Ameryce, Chicago, Ill.: The Polish Publ. Co., Chicago, Ill., Spółka Nakład. Wydawnictwa Polskiego, (1922),
- Ogródek powiastkowy: elementarz i czytanka dla dzieci polskich szkół w Stanach Zjednoczonych Północnej Ameryki, Polish Primer, 1925,
- Pierwsza czytanka dla dzieci Marian Falski, ilustracje Kamil Mackiewicz, okładka Władysław Skoczylas, Roy Publishers, New York (1943),

### ZSRR
- Elementarz, Henryk Balk, Komitet do Spraw Dzieci Polskich w ZSRR przy Ludowym Komisarjacie Oświaty RFSRR, (1944),

## Elementarze trzyjęzyczne
- Elementarz z obrazkami dla dzieci, po polsku, po niemiecku i po francusku, K.B. Pfaff, Lwów, cztery wydania (1793), (1799), (1803) i (1809)[68],
- Abecadło polonais-francais-allemand, avec fig. enlum..., Leopol, (1804)[31],
- Abecadło w obrazkach, po polsku, po niemiecku i po francuzku w 22 tabliczkach, Nakł. J.J. Pillera, bez roku (po 1809)[31],
- ABC und Bilderbuch für gute Kinder, polnisch, deutsch und französisch mit Illum. Kupferstichen, Lemberg, Wild, (1811)[38].
- Nowa metoda nauczenia się łatwym sposobem pierwszych zasad języków: polskiego, francuskiego i niemieckiego dla młodzieży praktycznie wyłożona w wokabułach, rozmowach i przykładach, J.M. Elkian, Warszawa, kilkanaście wydań: (1832), (1836), (1844), (1845), (1857), (1861), (1863), (1866), (1869)[69],
- Elementarz polski, francu. i niem., Warszawa, (1873)[45],

## Elementarze dwujęzyczne

### Elementarze polsko-łacińskie
- Elementarz polski-łaciński, Łazarz Andrysowicz, Kraków, (1550),
- Elementaria institutio latini sermonis et pietatis Christianae, elemetarz polsko-łaciński Maciej Wirzbięta, Kraków, (1575)[4],
- Elementa puerilis institutionis, Franciszek Cezary, (1713)[21],
- Nowy sposób uczenia się języka łacińskiego (1768),
- Elementarz, czyli nauka czytania polsczyzny i łaciny, (1812),
- Elementarz dziecinnego ćwieczenia: polsko łaciński, Elementa puerilis institutionis, Berdyczów, (1841),

### Elementarze polsko-francuskie
- Nowa Xsiążeczka do sylabizowania i czytania po polsku i po francusku, Michał Gröll, (1775)[24],
- Gry Nauk Dla Dzieci: Służące Do Ułatwienia Ich Edukacyi: Przez Które Łatwo Nauczyć Sie Mogą: Poznawania Liter, Syllabizowania, Czytania w Polskim i Francuskim Ięzyku, Formowania Charakteru, Pisania, Językow Ze Zwyczaiu, Historyi, Geografii, i Początków Artymetyki, Michał Dymitr Krajewski, Kraków, (1777),
- Nowy elementarz francuski i polski... z figurami, wdowa Netto, Warszawa, (1805)[68],
- Abecadło, czyli pierwiastki wieku dziecinnego. Les prémices de la jeunesse, ouvrage élémentaire en français et polonais, orné de 28 grav. propres à la curiosité des enfans (po polsku i po franc.) z 28 obrazkami, Wrocław, nakł. Korna, (1819)[30],
- Abecadło małego naturalisty, czyli początkowe wiadomości z historyi naturalney, ozdobione rycinami (po polsku i po franc). dwa wydania – Warszawa, nakł. N. Glücksberga, (1820) i Berdyczów, druk. XX. Karmelitów, (1824),
- Abecadło ścienne dla dzieci, Lwów, (1823),
- Elementarz polsko francuzki, dla małych dzieci nowo wydany, Księgarnia Józefa Pukszty, nakł. Józefa Pukszty, Warszawa, 1825.
- Nowy elementarz polsko-francuzki podający najłatwiejszy sposób nauczenia się wkrótkim czasie poprawnie czytać w tych językach, J. M. Elkian, Warszawa: S. H. Merzbach, siedem wydań: (1843), (1851), (1852), (1858), (1861), (1863), (1865)[70],
- Abécédaire français: nauka czytania języka francuzkiego ułożona najprzystępniejszą metodą na podstawie wymawiania, nakład i własność Michała Arcta, 1896.

### Elementarze polsko-niemieckie

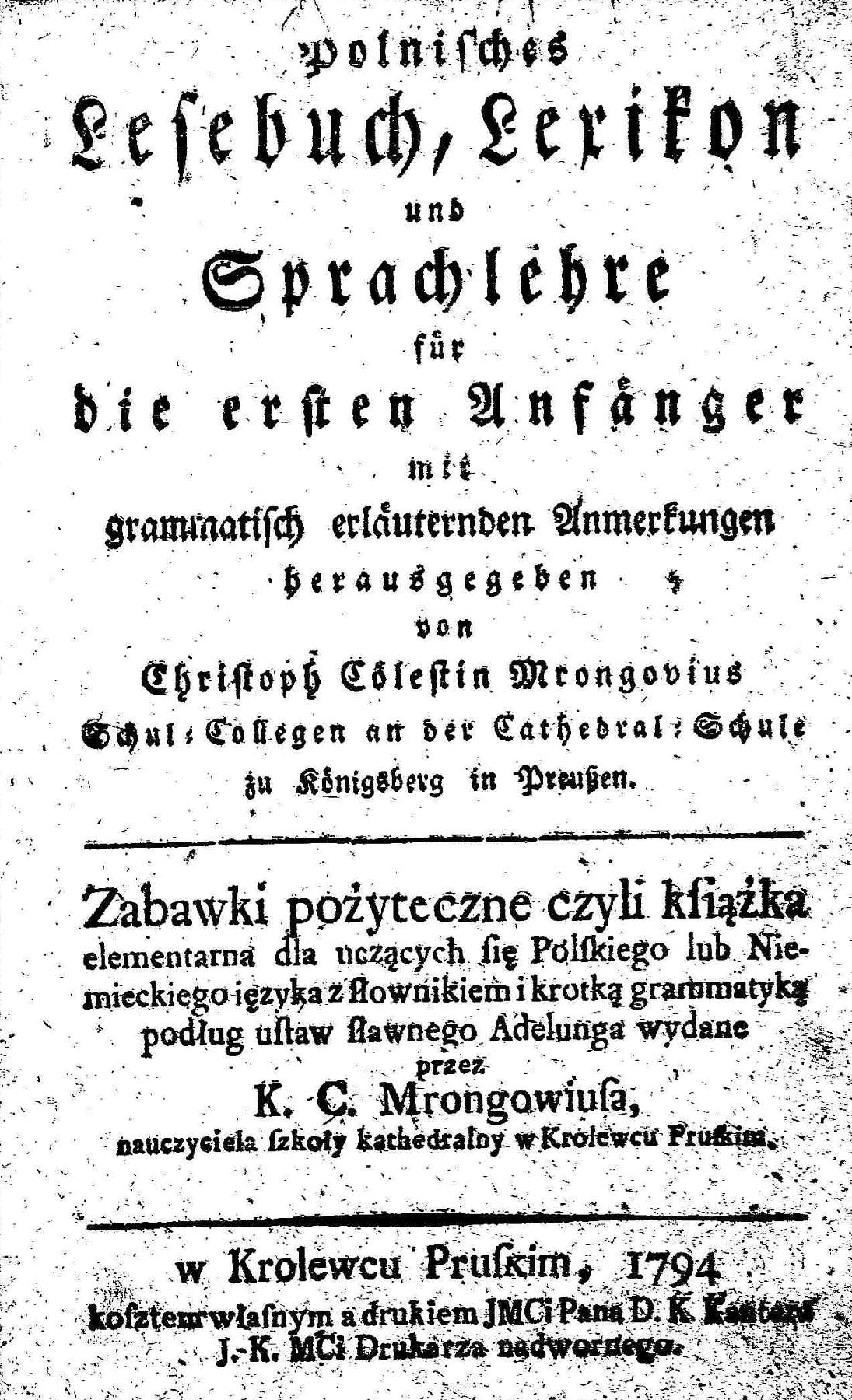
Elementarz polsko-niemiecki ze słownikiem i gramatyką Krzysztofa Celestyna Mrongowiusza z 1794.

- Katechizm to jest summa wiary chrześcijąńskiej krótko po niemiecku i po polsku zebrana dla ćwiczenia młodych dziatek, Paweł Glodius, Wrocław, trzy wydania – (1605), (1607) i (1615),
- Nowa Xsiążeczka do sylabizowania i czytania po polsku i po niemiecku, Michał Gröll, dwa wydania (1770)[24],
- Nowo zebrane obiecadło do sylabizowania y czytania dla potrzeby osobliwie Górnego Śląska szkół po polsku y po niemiecku wyprawione, Jan Ignacy Felbiger, nakład Jan Krzysztof Lauchen, Żagań, (1765)[22],
- Neueingerichtetes ABC Buchstabir und Lesebuechlein zum Gebrauche besonders der oberschlesischen Schulen polnisch und deutsch verfasset =: Nowo-zebrane obiecadło do sylabizowania y czytania dla potrzeby osobliwie Gornego Sla̧ska szkoł po polsku y po niemiecku wyprawione = Nowo-zebrane obiecadło do sylabizowania y czytania, Johann Ignaz Felbiger, Sagan: Im Verlage der katholischen Trivialschule ; gedruckt bey Johann Christoph Lauhen, dwa wydania (1765) oraz (1775)[71],
- Zabawki pożyteczne, czyli Książka elementarna uczących się polskiego lub niemieckiego języka ze słownikiem i krótką gramatyką podług...Polnisches Lesebuch, Lexicon und Sprachlehre für die ersten Anfänge mit gramatisch erläuternden Anmerkungen, Krzysztof Celestyn Mrongowiusz, Królewiec, (1794),
- Nauka czytania dla małych dzieci po polsku i po niemiecku, Warszawa, (1795)[28],
- Nowa książeczka do sylabizowania i czytania po polsku i niemiecku. Neues Buchstabier und Lesebuchlein Polnisch und Deutsch, Kraków, (1795)[28],
- Neueingerichtetes ABC Buchstabir und Lesebuechlein zum Gebrauche der Oberschlesien Schulen Polnisch und Deutsch verfasset =: Nowo- zebrane obiecadło do sylabizowania i czytania dla potrzeby osobliwie Gornego Sla̧ska szkoł po polsku y po niemiecku wyprawione = Nowo- zebrane obiecadło do sylabizowania i czytania dla potrzeby osobliwie Gornego Sla̧ska szkoł po polsku y po niemiecku wyprawione, Felbiger, Johann Ignaz von ; Korn, Johann Friedrich, sen., Sagan und Bresslau: bey Johann Friedrich Korn dem aeltern ..., (1796),
- Abecadło niemieckie z obrazkami podług polskiego alfabetu, Korn, Wrocław, (1807)[30],
- Elementarz nowy polsko niemiecki podający najłatwiejszy sposób nauczenia się w krótkim czasie poprawnie czytać w tych językach, przez autora „Nowej metody”, Elkana J.M., Warszawa, Orgelbrand, nakład Merzbacha, cztery wydania: (1843), (1849), (1856), (1861)[70],
- Abecadło polskie z głoskami łacińskimi i niemieckimi na dwóch tablicach ściennych, Wrocław, Hirt, (1860)[31],
- Książka do początkowego czytania dla szkół tak polskich jako też i niemieckich, Karol Kasiński (J. I. Kraszewski, dr. W. Łebiński, nakł. wydawcy, Poznań, (1871),
- Elementarz jęz. niemieckiego, przez L.S., Warszawa, (1871)[40],
- Polsko-niemiecki elementarz = Polnisch-deutsch Fibel und Erstes Lesebuch für utraquistiche Schulen, Adalbert Spohn, Beter Verlag, Lipsk, (1872),
- Elementarz praktyczny jęz. niemieckiego, Warszawa, (1872)[42],
- Elementarz polski i niem., Warszawa, (1873)[45],
- Elementarz niemiecki, Warszawa, (1874)[47],
- Elementarz niemiecki dla szkół ludowych, C.K. Wydawnictwo książek zzkolnych, 1876,
- Niemiecki Elementarz dla szkol ludowych w cesarstwie austriackiem. (Deutsche Anfangsbuch für Volksschulen.), Schulbücherverl., 1857,
- Elementarz niemiecki dla szkół ludowych w cesarstwie austryjackiém, Ces. Król. Nakł. Książek Szkolnych, 1862,
- Elementarz niemiecki dla szkól ludowych w Césarstwie Austryjackiém, Ces. Król. Nakł. Książek Szkolnych, 1870,
- Elementarz polski dla dzieci niem., Wiedeń, (1871)[40],
- Elementarz polski dla dzieci niemieckich, Lwów: Zakład Narodowy im. Ossolińskich, (1878),
- Elementarz niemiecki, Warszawa, (1885)[55],
- Elementarz najnowszy języka niemieckiego, Warszawa, (1885)[55],
- Elementarz niemiecki dla szkół początkowych, Lwów: Zakład Narodowy im. Ossolińskich, (1889),
- Plato v. Reussnera Polsko-niemiecki elementarz do prędkiej nauki czytania, pisania i rozmowy po niemiecku, Plato von Reussner, nakł. i własność aut., 1896.
- Toruński Elementarz Polski z obrazkami zastósowany do potrzeb dzieci, uczących się w szkole tylko po niemiecku, Toruń: S. Buszczyński, (1901).

### Elementarze polsko-litewskie
- Abecadło litewskie, czyli składanie sylab; do tego przyłączony jest katechizm i pacierz, służące do nauki czytania w szkołach parafialnych, Wilno (około 1810)[30].

### Elementarze polsko-rosyjskie
- Łatwy sposob nauczenia się po rossyisku y po polsku czytac y pisac w różnych odmianach liter, tak druku, iako też i skoropisu, Franciszek Makulski, Warszawa, (1795),
- Elementarz dla uczenia młodzieży czytać po rossyjsku i po polsku, Berdyczów, (1797)[68],
- Abecadło i początki czytania języków rosyjskiego i polskiego, z dodaniem powiastek, bajek, słowniczka objaśniającego zawarte w nich wyrazy i wzory pisania, Wilno, M. Orgelbrand, 1853)[30],
- Elementarz dla uczenia młodzieży czytać w rossyjskim i polskim języku. Bukvar dlâ obučenìâ ûnošestva čitat na rossijskom i polskom jâzykě, Berdičev: Tip. OO. Karmelitów, (1843),
- Elementarz polsko-ruski, Warszawa, (1871)[40],
- Elementarz polsko-ruski, Warszawa, (1873)[45],
- Elementarz polsko-ruski, Warszawa, (1876)[50],
- Elementarz rusko-polski, Warszawa, (1876)[50],
- Polsko-russkij bukvar’: (s pribavlenìem russkoj propisi) = Elementarz polsko-ruski: (z dodaniem ruskiego wzorku), Leopold Kohn (Częstochowa: Drukarnia Kohna i Oderfelda), (1881),
- Elementarz polsko-ruski, Częstochowa, (1885)[55],
- Elementarz rossyjsko-polski Ochorowicza, Warszawa, (1885)[55],
- Plato v. Reussnera Samouczek polsko-ruski: elementarz do prędkiej nauki czytania, pisania i rozmowy po rusku, bez pomocy nauczyciela, z wzorkami rysunków, pisania i z 450 rycinkami, Plato von Reussner, nakład i własność autora (Reussnera), (1909).

### Elementarze polsko-starocerkiewnosłowiańskie
- Elementarz języka cerkiewno-słowiańskiego, Drukarnia synodalna, Warszawa, (1935).

### Elementarze polsko-arabskie
- Elementarz języka arabskiego. Cz. 1, Abecadlnik, Wacław Rolicz Lieder, Kirchhain, G. Zahn i H. Baendel, (1893).

### Elementarze polsko-angielskie
- Samouczek polsko-angielski: najlepsza metoda do nauczenia się czytać, pisać i rozmawiać po angielsku w 24-ch lekcyach bez nauczyciela, z objaśnieniem wymowy i dosłownem tłomaczeniem. Z. 1 kurs 1, nakł. aut., Plato von Reussner, (1914).

### Elementarze polsko-hebrajskie

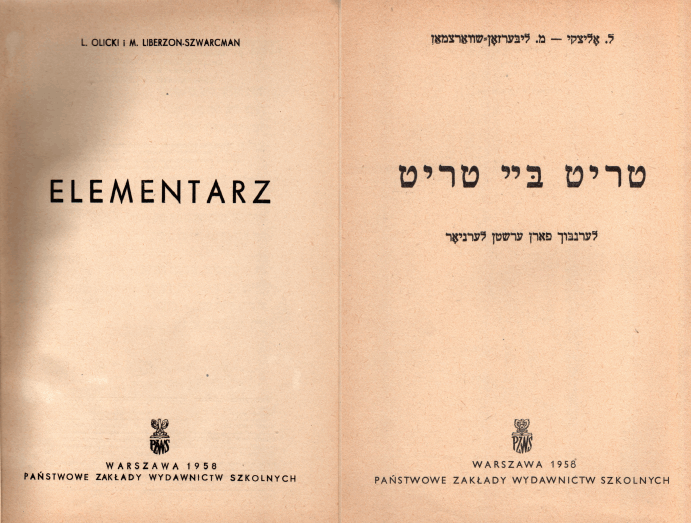
Elementarz polsko-jidysz wydany przez Państwowe Zakłady Wydawnictw Szkolnych w 1958 roku w Warszawie.

- Hebrajski Elementarz: na pierwszy rok nauki, Marcus Ottenfeld, Nakładem Jakóba B. Brandeis, (1895),
- Elementarz polsko-hebrajski (Alef-Beth) dla dzieci izraelskich, Jakub Weinles, Warszawa: skł. gł. w Księgarni G. Centnerszwera, (1902).

### Elementarze polsko-jidysz
- Elementarz, L. Oucki, PZWS, Warszawa, (1958).